# Ariel Šaron
Ariel Šaron (hebrejsky:  אריאל שרון, rodným jménem Ariel Scheinerman, přezdívaný Arik nebo Buldozer; 26. února 1928, Kfar Malal – 11. ledna 2014, Ramat Gan) byl izraelský politik a generál, který v letech 2001 až 2006 zastával úřad izraelského premiéra.
Šaron byl jedním z velitelů v izraelské armádě už od jejího vzniku v roce 1948. Jako výsadkář a později jako důstojník se zúčastnil izraelské války za nezávislost v roce 1948. Stal se jednou z klíčových osobností vzniku elitní jednotky 101 a v pozdějších letech se zúčastnil sinajské, šestidenní, opotřebovací a jomkipurské války. V průběhu své vojenské kariéry byl považován za nejlepšího polního velitele v izraelských dějinách a za jednoho z nejlepších vojenských stratégů všech dob. Po úspěšném útoku na Sinaji během šestidenní války a obklíčení egyptské třetí armády během jomkipurské války, si u izraelské veřejnosti vysloužil přezdívku „král Izraele“.
Po odchodu z armády vstoupil do Liberální strany v rámci pravicového uskupení Gachal a posléze se svou stranou Šlomcijon zakotvil v nejsilnější pravicové straně Likud (nástupce Gachalu). V 70. až 90. letech zastával pět různých ministerských postů v izraelské vládě, z nichž vždy podporoval výstavbu a rozvoj izraelských osad na Západním břehu Jordánu a v Pásmu Gazy. Jednou z vládních pozic byl i post ministra obrany, v němž působil během první libanonské války. Po válce jej Kahanova komise, ustanovená izraelskou vládou, shledala nepřímo odpovědným za masakr civilistů v uprchlických táborech v Sabře a Šatíle, který provedly libanonské křesťanské milice. Komise doporučila Šaronův odchod z pozice ministra obrany a Šaron nakonec, i přes svůj počáteční odpor, rezignoval. V roce 2001 vystřídal Ehuda Baraka ve funkci izraelského premiéra. Jeho vládu ovlivnila probíhající druhá intifáda, provázená palestinskými sebevražednými útoky. V rámci snah o mírové řešení izraelsko-palestinského konfliktu v roce 2004 oznámil svůj plán na jednostranné opuštění osad v Pásmu Gazy. Tento záměr způsobil rozkol v jeho straně Likud, kterou v listopadu 2005 opustil, aby s politiky z dalších stran založil novou centristickou stranu Kadima. Několik měsíců před předčasnými parlamentními volbami, které vypsal a jejichž byl jasným favoritem, utrpěl sérii cévních mozkových příhod. Po poslední z nich, kterou prodělal počátkem ledna 2006, byl až do své smrti v lednu 2014 v perzistentním vegetativním stavu.

## Mládí
Narodil se v zemědělské vesnici typu mošav Kfar Malal v tehdejší britské mandátní Palestině jako Ariel Scheinerman do rodiny Samuela (Šmu'el) Scheinermana (1896–1956) a Věry (Dvora), rozené Schneerov (1900–1988). Jeho rodiče pocházeli z carského Ruska, a to z měst Brest Litovsk a Mogilev, a seznámili se na univerzitě v gruzínském Tbilisi, kde jeho otec studoval agronomii a matka medicínu. Jejich setkání umožnily dějinné události počátku 20. století (první světová válka a bolševická revoluce), které zmařily, respektive odsunuly, plány Scheinermanových na přesídlení do Palestiny. Otec Samuela Scheinermana, Mordechaj, byl hlavním představitelem sionistického hnutí ve svém rodném městě Brestu Litevském. Zúčastnil se prvního sionistického kongresu v Basileji a posléze připravoval ostatní na přesídlení do Palestiny. V hnutí se spřátelil se Ze'evem Beginem, otcem budoucího izraelského premiéra a Šaronova stranického kolegy Menachema Begina, jehož přivedla v roce 1913 na svět Scheinermanova manželka Mirjam, povoláním porodní asistentka. Když se Begin se Scheinermanem v srpnu 1904 dozvěděli o smrti zakladatele moderního sionismu, Theodora Herzla, chtěli za něj v místní synagoze pronést kadiš, modlitbu za zemřelé. Místní rabín, který si Herzla uctít nepřál, to však zakázal, a tak dvojice vyrazila dveře zamčené budovy, aby se dostala dovnitř a mohla tak učinit.
Mordechaj Scheinerman odešel do Palestiny v roce 1910, aby zde připravil vše na příjezd rodiny. Učil ve městě Rechovot, a pro manželku s dětmi (kromě Samuela měli ještě syna Josefa a dceru Sanu) se vrátil o dva roky později. Nespecifikované komplikace a vypuknutí první světové války a bolševické revoluce však odjezd zmařily a způsobily rozptýlení rodiny po celém světě (Sana odjela do New Yorku, Josef do Paříže a Samuel do Tbilisi). V důsledku rostoucí perzekuce sionistů ze strany bolševiků se Šaronovi rodiče rozhodli pod tlakem událostí Rusko opustit (jeho matce tehdy zbývaly dva roky do dokončení studia medicíny), v únoru 1922 odpluli z gruzínského černomořského přístavu Batumi, kde se předtím vzali, a emigrovali do tehdy již britské mandátní Palestiny. Stali se tak součástí takzvané třetí aliji, židovské migrační vlny, která mířila do Palestiny v letech 1919 až 1923.

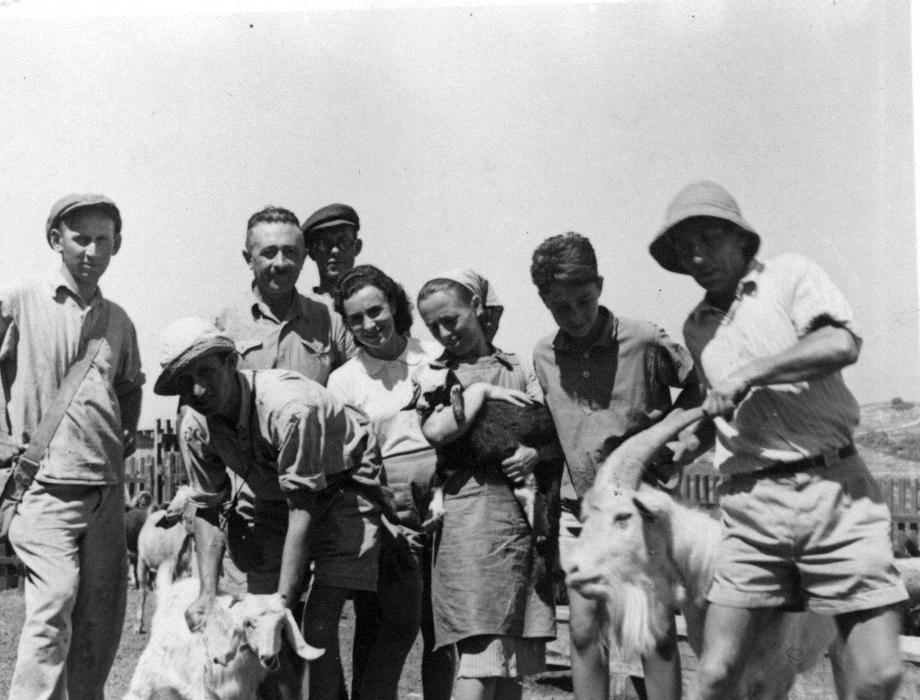
Čtrnáctiletý Ariel Scheinerman (druhý zprava)

Po příjezdu do Palestiny začal Samuel Scheinerman učit na zemědělské škole Mikve Jisra'el a s manželkou se rozhodoval, kde se usadí. Jednou z možností, která se jim naskytla, byl kibuc Ejn Charod v Galileji. Na vesnicích typu kibuc se jim však nezamlouval kolektivní způsob života bez soukromého vlastnictví, kde by děti vyrůstaly odděleně od rodičů. Volba tak nakonec padla na mošav Kfar Malal, nacházející se asi patnáct kilometrů severně od Tel Avivu. Ve vesnicích typu mošav je sice rovněž důraz na společné hospodaření, na rozdíl od kibuců se zde však klade větší důraz na soukromé vlastnictví. I tak ale těžce snášeli zdejší rovnostářské sklony, a mezi Scheinermanovými a ostatními členy mošavu docházelo ke střetům kvůli rozdílným názorům na povahu komunismu nebo pěstování různých plodin. Postupně se tak rodina ve vesnici ocitla v izolaci, k čemuž přispěla mimořádná polarizace společnosti po atentátu na předního představitele dělnického sionismu Chajima Arlozorova. Ve vesnici dostali přiděleno 8,5 hektaru půdy, na níž hospodařili, a vlastními silami si postavili dřevěný domek a stodolu pro dobytek.
V roce 1926 se Scheinermanovým narodilo první dítě – dcera Jehudit (1926–2013). O dva roky později v roce 1928 přišel na svět Ariel. Obě děti studovaly na zdejší základní škole, avšak kvůli izolaci rodiny je nikdy jejich spolužáci nepozvali k sobě domů. Ačkoliv je rodiče milovali, nikdy nedávali své city znát. Otec na něj byl velmi přísný a požadoval naprostou poslušnost. Scheinermanovi byli umělecky založená rodina, a v tomto duchu vedli i své děti, které posílali na hodiny hudby (Ariel se učil hře na housle). Od deseti let sourozenci pomáhali rodičům na poli. Tehdy Ariel Scheinerman rovněž vstoupil do mládežnického sionistického hnutí ha-No'ar ha-oved ve-ha-lomed. Od třinácti let, kdy dosáhl věku bar micva, se podílel na nočních hlídkách obránců mošavu. Po zdárném dokončení základní školy jej rodiče poslali studovat na gymnázium v Tel Avivu, kam v tu dobu již chodila jeho sestra.

## Vojenská kariéra
Během gymnaziálních studií v roce 1942 ve čtrnácti letech vstoupil do polovojenské organizace Hagana, která zajišťovala obranu židovských osad před útoky arabských ozbrojených skupin, respektive do jejího mládežnického oddílu Gadna. Během tohoto předvojenského výcviku projevil mimořádné schopnosti. Po jeho absolvování se stal členem Hagany, a když v létě 1945 zdárně dokončil středoškolská studia, pokračoval v ilegálním poddůstojnickém kurzu této organizace v kibucu Ruchama. Velmi si přál stát se členem elitních úderných oddílů Palmach, a o svém přání řekl otci. Ten mu odvětil, že ve svém životě může dělat cokoliv, avšak chtěl po něm slíbit jedno: že nikdy nevydá Žida do rukou člověka, který není Žid. V té době totiž začal hon na příslušníky ilegálních disidentských revizionistických skupin Irgun a Lechi, které podnikaly útoky proti Britům, a Palmach je měl chytat a předávat britským úřadům. Do Palmachu proto nakonec nevstoupil, a působil v rámci vesnické policie. Toto období pro něj bylo frustrující, jelikož namísto protibritského odboje se věnoval akcím proti arabským zlodějům a útočníkům. V červenci 1947 se dokonce proti své vůli zúčastnil pátrání po dvou britských seržantech, které unesl Irgun. Paralelně však byl stále aktivní v Haganě a na podzim téhož roku se stal velitelem čety v brigádě Alexandroni.
V září 1947 předložila Zvláštní komise OSN návrh řešení arabsko-židovského konfliktu v podobě plánu na rozdělení Palestiny, podle něhož se mělo území britského mandátu rozdělit na arabský a židovský stát, přičemž Jeruzalém a okolí měl být pod mezinárodním dohledem (corpus separatum). O dva měsíce později, 29. listopadu 1947, jej Valné shromáždění OSN schválilo rezolucí č. 181. V důsledku emocí předcházejících konci britského mandátu vypukla v Palestině v letech 1947 až 1948 občanská válka, v jejímž průběhu došlo k obléhání Jeruzaléma ze strany Arabů, při němž bylo jeho židovské obyvatelstvo postupně odříznuto od zásobování z pobřežní planiny kvůli arabským útokům ve vesnicích v Judských horách, zejména ve strategické soutěsce Ša'ar ha-Gaj. Arabové v blízkosti soutěsky kontrolovali rovněž výšinu Latrun, kde se nacházela někdejší britská pevnost. Situaci obležených Židů dočasně zlepšila operace Nachšon, která na jaře 1948 na několik dnů otevřela cestu zásobovacím koridorům. Následovala operace Makabi. Latrun ale nadále zůstával v arabském držení.

### Válka za nezávislost

První fáze bojů války za nezávislost (15. května až 10. června

Dne 14. května 1948 byla vyhlášena nezávislost státu Izrael, který ještě téhož dne napadly sousední arabské státy v izraelské válce za nezávislost. Na počátku války se Scheinerman zúčastnil první bitvy o Latrun, známé jako operace Bin Nun. Jejím cílem bylo provést hlavní úder z pobřežní planiny, dobýt Latrun a postupovat směrem na Ramalláh, a ulehčit tak obléhanému Jeruzalému. Předtím, než vyrazil do boje, napsal dopis rodičům, v němž uvedl: „Píši Vám na sluncem vyhřáté půdě pole, kde teď odpočíváme. Víc než kdy jindy se cítím spojený s touto zemí a dosud nikdy jsem tak silně nevnímal, do jaké míry nám patří. Právě rozdělujeme uniformy novým brancům brigády [přeživším holocaustu, kteří o několik dní dříve přijeli do Izraele]. Jsou tak bledí a tak strašně hubení!“ Útok byl několikrát odložen a začal až 25. května 1948 kolem páté hodiny ranní. Příslušníci Arabské legie, bránící Latrun, izraelské vojáky zahlédli, a zahájili dělostřeleckou a kulometnou palbu. Jednotky, které mohly, se s četnými ztrátami stáhly. Scheinermanovu četu na bojišti sevřela palba z kulometů, přičemž polovina vojáků padla a další byli ranění. V poledne střelba zintenzivnila, což předpovídalo další arabský výpad. Scheinerman se pokusil zjistit, co se děje, přičemž byl postřelen do břicha a stehna. Radiová komunikace nefungovala, a jelikož situace nevypadala příznivě, vydal rozkaz stáhnout se, přemístit jen lehké zbraně, a ty, kteří nebyli schopni pohybu, nechat na místě. Samotnému se mu podařilo ustoupit jen za pomoci dalšího vojáka, a když se dostali do bezpečí, upadl do bezvědomí. Na izraelské straně si bitva vyžádala 77 mrtvých, 140 raněných a 6 vojáků padlo do zajetí. Koncem května schválila prozatímní vláda vznik Izraelských obranných sil.
| „                                           | Když Arik dospěl k závěru, že jeho přímý nadřízený učinil špatné rozhodnutí, nerespektoval hierarchii. A někdy dokonce navrhl, že bude sám řídit operace, které jeho šéfové považovali za neuskutečnitelné. | “ |
| — Ašer Levy, velitel Scheinermanova praporu | |   |

Ze zranění se zotavoval v nemocnici v Tel Avivu, kde jej kromě rodičů navštěvovala rovněž 17letá Margalit (Gali) Zimmermanová (cca 1931–1962), jeho budoucí manželka, s níž se seznámil o několik měsíců dříve. Spolu se svou mladší sestrou Lily (1937–2000) patřila mezi rumunské židovské děti, které přežily holocaust. Zpátky do služby se vrátil v červenci 1948, a mezi první úkoly jeho čety, která nově plnila strážní a průzkumnou funkci, bylo získat ostatky téměř tří desítek vojáků, kteří padli při jednom z jordánských útoků. Několik týdnů po návratů k jednotce utrpěl zranění při autonehodě zapříčiněné jeho rychlou jízdou a do služby se opětovně vrátil až na podzim téhož roku. Tentokráte byla jeho jednotka vyslána na jih, kde se v Pásmu Gazy zapojila do posledních bitev izraelské války za nezávislost proti egyptské armádě. Během války za nezávislost (podle jiných zdrojů až v roce 1953) si změnil příjmení z Scheinermana na Šarona. To mu vybral premiér David Ben Gurion podle biblického názvu planiny, kde Scheinerman vyrůstal.
Po skončení války zůstal na žádost velitele brigády Alexandroni v armádě, kde jej povýšili do hodnosti majora. V září 1949 byl přeložen do brigády Golani, kde se stal důstojníkem zpravodajských služeb. Posléze stejnou pozici zastával na generálním štábu centrálního velitelství armády. V létě 1950 se zúčastnil kurzu pro přípravu velitelů praporu, kde byl jeho instruktorem Jicchak Rabin, a kde jej ocenili jako jednoho z nejlepších účastníků. Následně se stal zpravodajským důstojníkem severního velitelství armády. Zde si v roce 1952 získal uznání, když do čela velitelství nastoupil generál Moše Dajan. Bylo to nedlouho poté, co jordánská armáda unesla dva izraelské vojáky střežící hranici, a Dajan se Šarona dotázal, zda by dokázal unést dva vojáky Arabské legie. Druhý den ráno již seděli dva jordánští vojáci v kasárenské věznici, což na Dajana udělalo velký dojem.
Když Dajana později téhož roku povýšili a převeleli na generální štáb armády, Šarona rozčilovala rutinnost a nedostatek iniciativy severního velitelství. V kombinaci se zdravotními problémy, způsobenými malárií, která se u něj objevila během války za nezávislost, požádal o propuštění ze služby. Následně cestoval po celém světě. Navštívil příbuzné ve Francii a Spojených státech a spolubojovníky studující ve Spojeném království. Po návratu na podzim 1952 nastoupil ke studiu dějin Blízkého východu na Hebrejské univerzitě v Jeruzalémě. Dne 29. března 1953 se oženil s Margalit Zimmermanovou, která v té době již pracovala jako zdravotní sestra na psychiatrické klinice, s níž se usadil v jeruzalémské čtvrti Bejt ha-Kerem.

### Odvetné operace

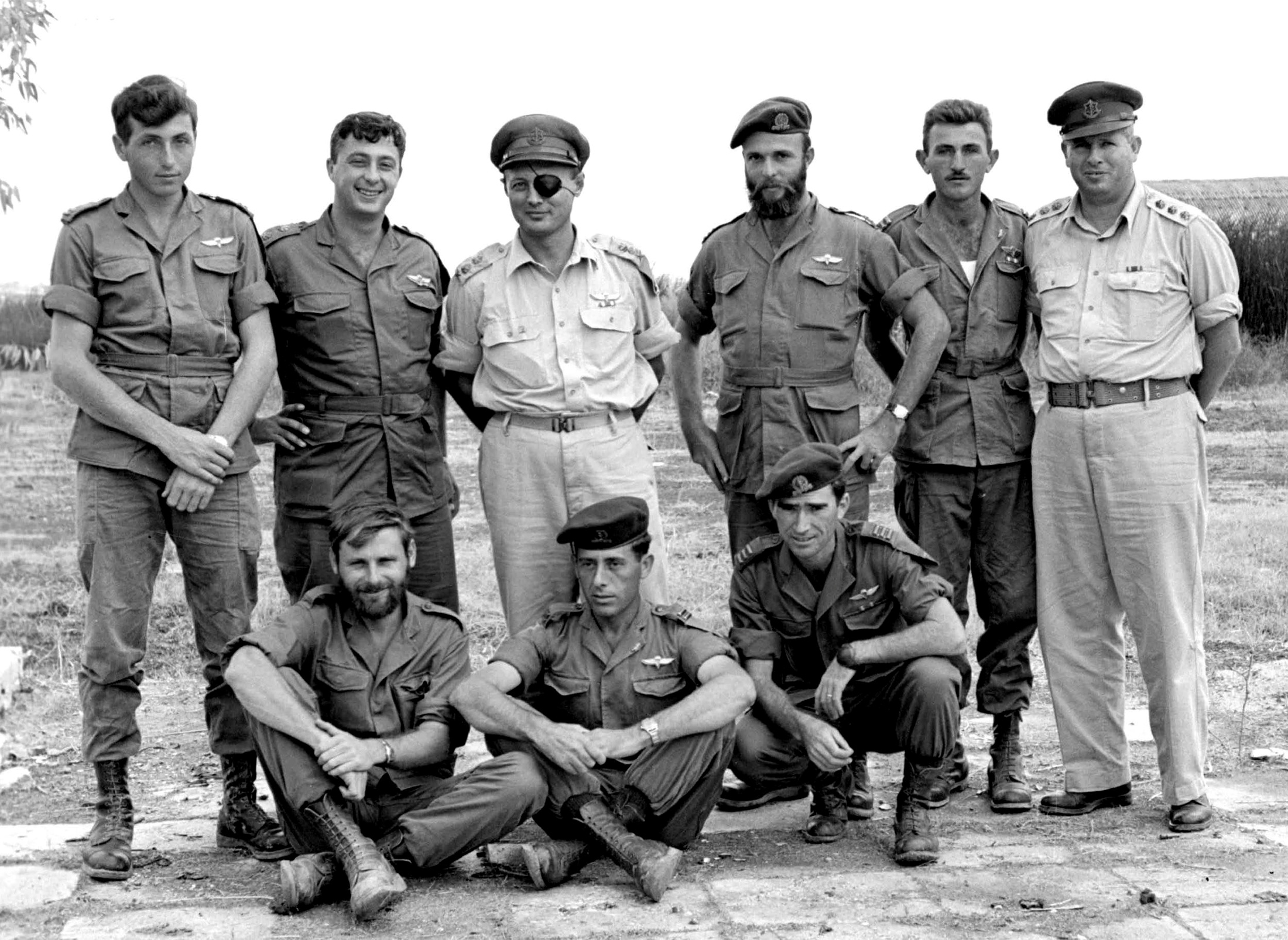
Šaron (horní řada, druhý zleva) s náčelníkem generálního štábu Dajanem (horní řada, třetí zleva), velitelem severního velitelství Simchonim (horní řada, první zprava) a vojáky výsadkářské brigády po operaci Eged v listopadu 1955

V červenci 1953 si Šarona povolal velitel jeruzalémské brigády, který jej požádal o zorganizování a vedení trestné výpravy, jejímž cílem měla být likvidace Mustafy Samueliho, jednoho z nejaktivnějších fedajínů, kteří podnikali vražedné útoky na izraelské civilisty. Každý rok při nich zahynulo více než sto Izraelců. Šaron vyhýbavě odpověděl, že jej za několik dní čeká důležitá zkouška z historie, na což mu velitel brigády odvětil: „Jsou lidé, kteří dějiny studují, a pak ti, kdo je tvoří. Musíš si vybrat.“ Úkol nakonec přijal, ale operace skončila fiaskem. Ve své zprávě následně navrhl řadu opatření, týkající se výcviku, vybavení a logistiky, aby se podobný neúspěch již neopakoval. Zpráva se dostala k náčelníkovi generálního štábu Mordechaji Maklefovi, který ještě téhož měsíce Šarona předvolal, a navrhl mu, aby vytvořil novou speciální jednotku 101, a stal se jejím velitelem. Toto zvláštní komando bylo přímo podřízené generálnímu štábu armády. Šaron nabídku přijal a opustil Hebrejskou univerzitu, kde předtím osm měsíců studoval.

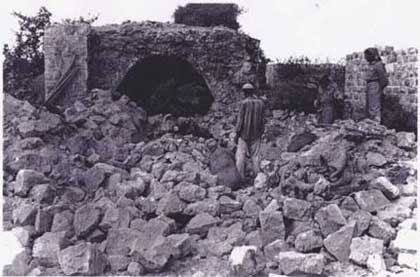
Ruiny vesnice Kibíja

Šaron si pro svou elitní jednotku vybral zhruba padesát mužů, které podrobil tvrdému výcviku. Společně pak podnikali odvetné operace za útoky palestinských fedajínů vedené z Jordánskem ovládaného Západního břehu Jordánu a Egyptem ovládaného Pásma Gazy. Kromě generálního štábu stál za Šaronem i premiér David Ben Gurion, který k němu choval city téměř otcovské. Díky tomu měl 26letý major k premiérovi volný přístup. K nejtvrdším represáliím přistoupila jednotka 101 v říjnu 1953 poté, co arabské komando na předměstí Tel Avivu zavraždilo mladou ženu, její tříletou dceru a rok a půl starého syna. Odvetná operace s kódovým názvem Šošana byla namířena proti palestinské vesnici Kibíja na Západním břehu Jordánu, která měla být útočištěm teroristů. Kromě 25 členů jednotky 101 se jí zúčastnila též asi stovka příslušníků 890. výsadkářské brigády. Při vstupu do vesnice zabili většinu členů místní domobrany. Vojáci, střežící přístupové cesty do vesnice ohlásili, že z ní prchá zhruba stovka civilistů. Šaron následně vydal rozkaz vyhodit zdejší domy do povětří, avšak až poté, co se vojáci ujistí, že v nich nikdo není. „Jeho muži pak šli dům od domu z okraje do středu vesnice. Jakmile vnikli do stavení, zjišťovali voláním, zda je ještě někdo uvnitř. Když se nikdo neozval, umístili nálož a proměnili stavení v hromadu suti.“ Celá operace, která později vešla ve známost jako Kibíjský masakr, trvala několik hodin, a bylo při ní vyhozeno do vzduchu 42 domů. Následující den jordánský rozhlas oznámil, že při izraelském útoku přišlo o život 69 osob, většinou civilistů, mezi nimiž byly i ženy a děti.
Šaron byl v šoku. Ve svých pamětech později napsal: „Nevěřil jsem vlastním uším. V duchu jsem probíral všechny detaily operace. Dospěl jsem tenkrát k závěru, že vesničané čekali, že budeme postupovat jako při jiných odvetných akcích: že zničíme jeden nebo dva domy na okraji lokality a stáhneme se. Proto neutekli, ale skrývali se ve sklepích a jiných úkrytech starých domů a neozvali se, když se vojáci ujišťovali, že jsou obydlí prázdná.“ Útok odsoudila Rada bezpečnosti OSN a Spojené státy americké přerušily Izraeli finanční pomoc. Kritiku Izrael sklidil i v zahraničním tisku; například americký deník New York Post přirovnal útok k vyhlazení Lidic. Šaron později vzpomínal soukromou schůzku s Ben Gurionem, na níž podle něj premiér prohlásil: „Pro nás není tak důležité, co se o Kibíji říká po světě. Důležité je to, jak ta událost zapůsobila v naší oblasti. To, co se tam stalo, nám umožní tady žít.“ Šaron uznal, že výsledek operace byl tragický, vlastní útok však obhajoval slovy: „Nyní mohli lidé pocítit, že si teroristické gangy dvakrát rozmyslí další útok, když si teď mohou být jisté, že přijde odplata. Kibíja rovněž ukázala jordánské a egyptské vládě, že pokud bude zranitelný Izrael, budou zranitelní i oni.“
Šaron stál v čele speciálních jednotek, které podnikaly přeshraniční odvetné útoky, od roku 1953 do roku 1956. Počátkem roku 1954, když se Moše Dajan stal náčelníkem generálního štábu, došlo k jejich reorganizaci a sloučení jednotky 101 s 890. výsadkářskou brigádou. U výsadkářů tím chtěl posílit motivaci a bojovnost, kterou se Šaronovi podařilo dosáhnout u svých mužů. Do čela rozšířené výsadkářské brigády postavil Šarona, kterého povýšil do hodnosti podplukovníka. Během následujících dvou a půl let se brigáda podílela na více než 70 přeshraničních operacích proti jordánským, egyptským a syrským cílům. Šimon Peres později vyprávěl, že výsadkáři získali takovou popularitu, že „všechny děti snily být jako oni (…) mládež je považovala za ztělesnění všech ctností“. V roce 1955 se generální štáb rozhodl postavit Šarona před vojenský soud za to, že dal drzému vojákovi facku. Proces byl přerušen sinajskou válkou v říjnu 1956 a následně uzavřen na jejím konci, když voják, který podal stížnost, nešťastnou náhodou zemřel při čištění zbraně. V Šaronově životě však v tu dobu došlo i ke šťastné události. Manželka Margalit po předchozích neúspěšných pokusech otěhotněla, a mladý pár se přestěhoval z Jeruzaléma do telavivské čtvrti Cahala, kde měli izraelští důstojníci možnost získat za výhodných podmínek domek.

### Sinajská válka

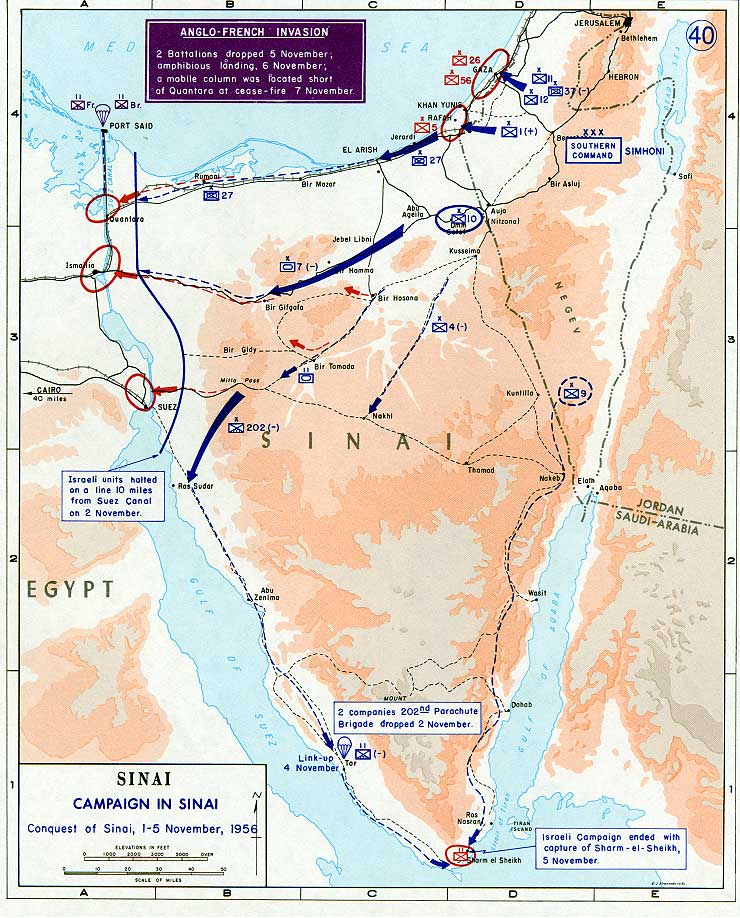
Postup izraelské armády během sinajské války

Koncem července 1956 Egypt znárodnil Suezský průplav a uzavřel Tiranskou úžinu, která Izrael spojuje s Rudým mořem. Její uzavření Izrael považoval za casus belli (tj. událost postačující k vyhlášení války). Ben Gurion s Dajanem následně zahájili tajná jednání s Francií a Spojeným královstvím – do té doby totiž Suezský průplav spravovala britsko-francouzská společnost, z nichž vzešla dohoda o izraelsko-britsko-francouzském útoku, známém jako sinajská válka. Podmínkou Britů nicméně bylo, že Izrael nezaútočí na Jordánsko. Plán spočíval ve využití výsadkářů, a jejich vysazením poblíž průsmyku Mitla a Suezského průplavu, a obrněných jednotek, a jejich postupu dvěma směry: západním po pobřežní silnici k průplavu a jižním podél Akabského zálivu k Šarm aš-Šajchu. Podle dohodnutého scénáře (tzv. Sèvreský protokol) měl Izrael při vojenském tažení obsadit celý Sinajský poloostrov a dostat se až 16 kilometrů od průplavu. V tom okamžiku měla zasáhnout Francie se Spojeným královstvím, jež budou požadovat stažení obou válčících stran z prostoru průplavu, a v případě nevyslyšení ultimata budou intervenovat.
Během přípravy na sinajskou válku došlo počátkem října 1956 k sérii vražedných útoků arabských skupin z Jordánska. Vláda s generálním štábem nechtěli ohrožit dohodu s Brity, ale ani ponechat útok bez odpovědi. Rozhodli proto o omezené odvetné operaci proti opevněným pozicím Arabské legie u města Kalkílija na Západním břehu Jordánu. Přípravou byl pověřen Šaron, který od vedení neúspěšně žádal o souhlas s dočasným obsazením přilehlého hornatého pásma během útoku, aby se tak omezila možnost, že izraelské jednotky budou při ústupu napadeny. Útok proběhl v noci z 10. na 11. října, a výsadkářská rota při něm úspěšně zničila policejní stanici. Při ústupu se však i s jednotkou, která ji měla krýt, dostala pod palbu, a na místo musela být vyslána obrněná kolona, aby vojáky dostala z pasti. Tvrdé boje si však vyžádaly velké množství obětí; na jordánské straně přibližně sto mrtvých, na izraelské pak osmnáct mrtvých a desítky raněných. Dajan zuřil a rozhodl se Šaronovi před všemi jeho důstojníky udělit důtku. Ti se však za něj postavili a Dajan rozhodnutí změnil.

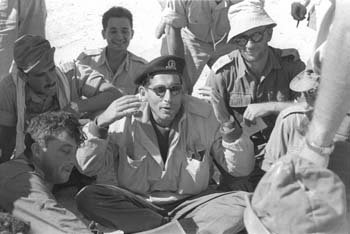
Šaron (vlevo dole) a Rechav'am Ze'evi, zvaný Gandhí (uprostřed), během sinajské války, 1956

Sinajská válka vypukla 29. října a Izrael při ní dokonale využil momentu překvapení (Egypťané plných 24 hodin netušili, co je záměrem izraelské operace). Výsadkářská brigáda se při ní zaměřila nejprve na průsmyk Mitla. Prapor o velikosti 400 mužů, pod velením Rafaela Ejtana, byl v oblasti vysazen letecky, a zbytek brigády, čítající asi devět set mužů, se pod Šaronovým vedením blížil po zemi, a měl zajistit zásobovací linii mezi Izraelem a průsmykem. Cestou dobyli tři egyptská vojenská postavení. Když Šaron se svými muži dorazil k tvrdě bráněnému průsmyku, dostal rozkaz na něj neútočit. Zároveň ale získal svolení k vyslání omezené průzkumné hlídky, avšak pod podmínkou, že se vyhne konfrontaci s Egypťany. Namísto toho ale vyslal velký útvar pod velením Mordechaje Gura, který se dostal do léčky, a Šaron byl nucen vyslat zbytek brigády, aby své muže zachránil. Boje si vyžádaly velké množství obětí; na izraelské straně 38 mrtvých a 120 zraněných, na egyptské straně více než 200 mrtvých. Izraelský vojenský historik a pozdější prezident Chajim Herzog akci okomentoval slovy: „Tato tragická operace, která byla naprosto nepotřebná z taktického i strategického hlediska, vyvolala následně vážnou výměnu názorů mezi Dajanem a Šaronem. Dajan trval na tom, že ho Šaron podvedl, když požadoval a obdržel povolení vyslat do průsmyku hlídku. Když zneužil jeho souhlasu, velitel výsadkářů podnikl to, co Dajan označil za ‚úskok‘ – operaci označenou jako hlídka, aby získal souhlas generálního štábu.“ Šaronovu povahu a kariéru dále zhodnotil následovně:
Šaron, velice nezávisle uvažující a s asertivním charakterem, byl během své pozdější politické kariéry obviňován svými oponenty z diktátorských tendencí. Měl být obviněn, jak v tomto, tak v příštím válečném tažení, z porušování subordinace a z nečestnosti. Lépe však ho lze popsat jako chvástavého generála pattonovského typu, který vyrostl v řadách Izraelských obranných sil a dokázal, že má zázračný smysl pro boj, ale že je zároveň tou nejobtížnější osobou z hlediska poslušnosti. Málokdo, pokud vůbec někdo, z jeho nadřízených důstojníků během let pro něho našel dobré slovo, pokud šlo o lidské vztahy a mravní integritu, ačkoli by nikdo nepopíral jeho vrozenou schopnost jako vojáka v poli. Pravděpodobně proto se mu nikdy nezdařilo naplnit svou velkou ambici – stát se náčelníkem generálního štábu ozbrojených sil.
Chajim Herzog
Izrael postupně obsadil celý Sinajský poloostrov a nakonec dobyl i Šarm aš-Šajch, a umožnil tak izraelským lodím plout Akabským zálivem. Britsko-francouzské angažmá bylo z vojenského hlediska úspěch. Po očekávaném odmítnutí ultimáta ze strany Egypta na něj zaútočili a následně obsadili průplav. Z politického důvodu však bylo katastrofou. Spojené státy americké a Sovětský svaz se proti napadení Egypta postavili, a Britové a Francouzi se nakonec stáhli. Britsko-francouzský neúspěch měl za následek vážně poškození jejich velmocenského postavení. Pro Izrael ovšem válka znamenala velké vítězství. V březnu 1957 se postupně jeho jednotky stáhly ze Sinaje, kde je nahradily pohotovostní jednotky OSN. Díky výsledkům války a rozmístění sil OSN nedošlo v následujícím desetiletím prakticky k žádným výpadům fedajínů do Izraele. Naopak pro Šarona mělo být období bezprostředně po válce „nejčernějším v jeho vojenské kariéře“. Náčelník generálního štábu Dajan ustanovil vyšetřovací komisi pod vedením Chajima Laskova, která měla prošetřit jeho postup během války. Ta však byla v názoru nejednotná a Ben Gurion oznámil, že nemůže dát za pravdu ani jedné straně. Horší však byla kritika ze strany Šaronových důstojníků. Ti ho přitom nekritizovali za obsazení průsmyku Mitla, nýbrž za to, že se nepostavil do čela postupujících vojáků, a to ani v případě záchranné mise. Své názory vyjádřili na zvláštním zasedání, které Šaron svolal, na němž reagoval na všechny vznesené připomínky. Situaci se mu podařilo uklidnit, přičemž vojáci dospěli k závěru, že „pouze on je schopen udržet v jednotce úroveň přípravy i operací samých.“

### Studijní volno a rodina

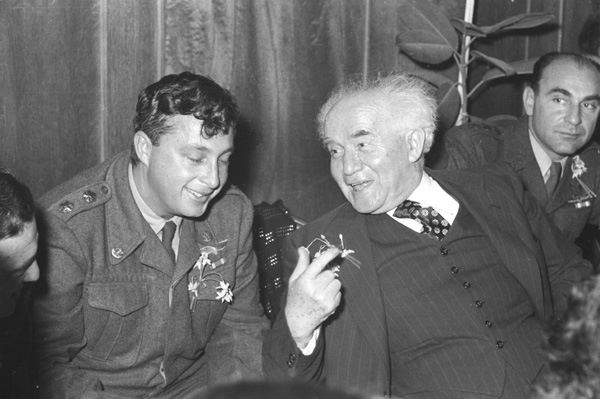
Šaron (vlevo) a premiér David Ben Gurion v prosinci 1956

Koncem roku 1956 došlo v Šaronově rodině ke dvěma zásadním událostem. Dne 27. prosince zemřel jeho otec Samuel, který trpěl chorobou srdce, a o tři dny později se Šaronovi a jeho manželce narodil prvorozený syn Gur Šmu'el (1956–1967). V armádě působil stále v čele výsadkářské brigády, na generálním štábu však měl zablokován kariérní postup. V říjnu 1957 si jej povolal Dajan, aby mu nabídl roční kurz na Královské vojenské akademii ve Spojeném království. Šaron nabídku, i s ohledem na rodinu, přijal (manželka špatně snášela jeho častou nepřítomnost a začaly jí přepadat deprese), a manželé se na podzim spolu se synem přestěhovali do Londýna. Ve stejnou dobu se premiér Ben Gurion setkal s Dajanem, aby s ním prodiskutoval otázku jeho nástupce v čele generálního štábu. Zajímal se zejména o jeho názor na možnost, že by jej vystřídal Šaron. Dajan odvětil, že z vojenského hlediska si to určitě představit dovede, dodal však, že Šarona jeho blízcí kolegové z výsadkářské brigády nenávidí pro jeho ambice a aroganci. Ben Gurion, který Šarona obdivoval, si následně poznamenal „tuto chybu by šlo napravit“. Během studií se Šaron zajímal mimo jiné o vojenskou teorii „nepřímého konfliktu“ sira Basila Liddella Harta, kterou si v minulosti sám ověřil v praxi vyzkoušel, a se slavným teoretikem se setkal. Při jedné z přednášek maršála Montgomeryho oponoval jeho tvrzení o slabé bojové morálce arabských vojáků a připomněl svou zkušenost s egyptskou armádou na sklonku izraelské války za nezávislost. Na závěr studia ročníku byl představen královně Alžbětě II., při setkání s ní se dopustil společenského faux pas.
Po návratu do Izraele jej nečekaly dobré zprávy. Dajana ve funkci náčelníka generálního štábu nahradil Chajim Laskov, který proti Šaronovi vedl vyšetřování po sinajské válce a choval k němu hlubokou antipatii. Ten mu sice nabídl povýšení do hodnosti plukovníka, ale pouze pod podmínkou, že se stane velitelem vojenské školy pro pěchotu a nebude nadále velet elitním jednotkám. Šaron souhlasil, zároveň se však zapsal do kurzu pro velitele obrněných jednotek, jelikož si uvědomoval jejich význam v moderní válce, a chtěl do budoucna stanout v čele tankové jednotky. Ani to ale neukojilo jeho touhu po činnosti, a tak se nadto přihlásil k večernímu studiu práv na Telavivské univerzitě. Jeho postavení v armádě se nezměnilo ani poté, co Laskova koncem roku 1961 na jeho pozici vystřídal Cvi Cur. Jen o několik měsíců později Šarona potkala osobní tragédie, když jeho manželka Margalit 6. května 1962 zahynula při automobilové nehodě nedaleko města Abu Goš při cestě z Tel Avivu do Jeruzaléma, kde pracovala na Ministerstvu zdravotnictví. Když skončilo období smutku, požádal náčelníka generálního štábu o jmenování do čela tankové jednotky, a na přímluvu Ben Guriona se stal velitelem záložní obrněné brigády (při tom ale stále působil ve vojenské škole). Po smrti manželky mu s domácností a výchovou syna pomáhala její mladší sestra Lily, s níž se v srpnu 1963 oženil.

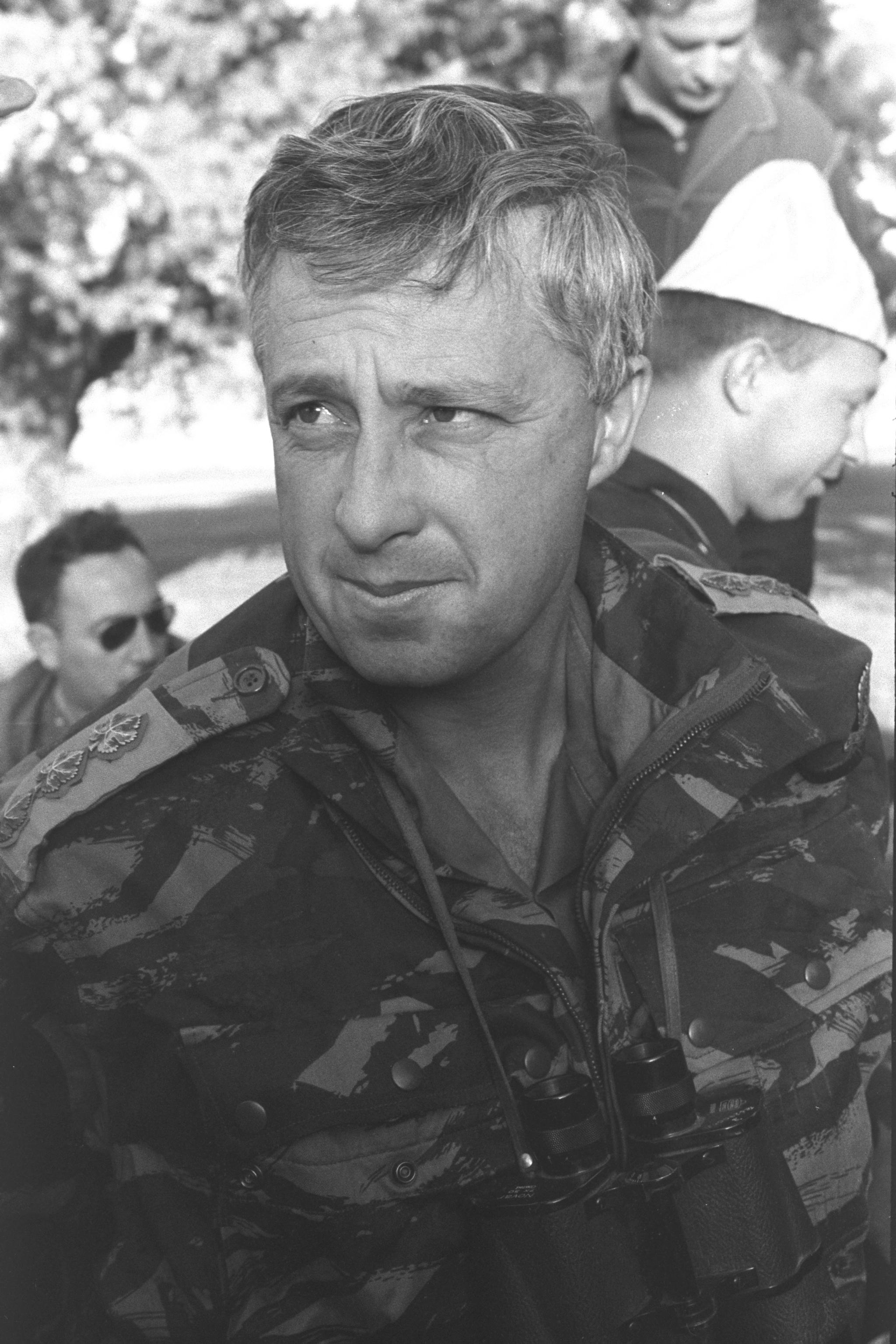
Plukovník Ariel Šaron, listopad 1964

Počátkem roku 1964 nastoupil do funkce náčelníka generálního štábu Jicchak Rabin, což Šaronovi otevřelo možnost kariérního postupu. Rabin jej jmenoval operativním šéfem severního velitelství armády, které v tu dobu vedl Šaronův přítel Avraham Jofe. Spolu s rodinou se přestěhoval do mošavu Nahalal v Jizre'elském údolí, kde se mu 19. srpna 1964 narodil syn Omri. V nové funkci jej nejčastěji zaměstnávaly střety, k nimž docházelo s Libanonem a Sýrií o vodní zdroje. Během nich si ověřil možnosti izraelských tanků a zamezil Sýrii v jejích pokusech o odklonění vodních zdrojů. Koncem roku podnikl s Jofem, který se rozhodl armádu opustit, pětitýdenní cestu po východní Africe. Společně navštívili Ugandu, Keňu a Etiopii. V poslední zmíněné zemi se setkali s kmenem Falašů, který je považován za potomky Židů vyhnaných z Judeje po zničení druhého jeruzalémského Chrámu Římany v roce 70 n. l., a na oba toto setkání silně zapůsobilo. O dvacet let později se Šaron v pozici ministra pro bydlení a výstavbu podílel na usazení těchto etiopských Židů, kteří byli převezeni do Izraele.
V říjnu 1965 se z Šarona stal velitel odboru pro armádní výcvik na generálním štábu. S rodinou se proto přestěhoval zpět do Tel Avivu, kde se mu o půl roku později narodil syn Gilad (* 1966). Téhož roku úspěšně dokončil studium práv na Telavivské univerzitě. V únoru 1967 byl týden před svými třicátými devátými narozeninami povýšen do hodnosti brigádního generála.

### Šestidenní válka
Na jaře 1967 došlo k nárůstu napětí a střetů se Sýrií a Jordánskem. V polovině května Egypt požádal OSN o stažení jejích pohotovostních jednotek ze Sinajského poloostrova, jejichž pozice následně obsadila egyptská armáda. Ta posléze uzavřela Tiranskou úžinu pro všechny lodě plující do Izraele nebo z něj, a egyptský prezident Gamál Násir vyzval ke zničení Izraele. Tehdejší vláda premiéra Leviho Eškola se na mezinárodním scéně neúspěšně snažila přimět velmoci k tlaku na Egypt. V názoru, zda na Egypt zaútočit, či nikoliv, nebyla jednotná. Na generálním štábu armády pro změnu nepanovala shoda na tom, zda reagovat stupňovitě, či zda provést rychlou a totální ofenzivu. Šaron byl zastáncem co nejmohutnějšího pozemního a leteckého útoku na egyptské jednotky. Eškolova nerozhodnost budila na generálním štábu silnou nevoli. Šaron později přiznal, že mezi generály tehdy přišla řeč i na možnost státního převratu. Při dvou příležitostech měl náčelníkovi generálního štábu Rabinovi říci, že „existuje možnost zamknout členy vlády do vedlejší místnosti“ a „chopit se moci, abychom se rozhodli pro válku“. V době, kdy tato krize vrcholila, se premiér Šarona dotázal, zda by jmenování Dajana ministrem obrany přispělo ke zlepšení situace (v té době Eškol zastával i funkci ministra obrany). Šaron ve své odpovědi shrnul svoji představu o rozdělení úkolů mezi civilní mocí a ozbrojenou silou: „Pokud jde o mne, jako generál v čele svých mužů nemusím vůbec vědět, kdo je ministrem obrany. Že by to měl být Dajan, prosím, velmi oceňuji jeho vojenské schopnosti. Jestli vám však jde o to, jak bude bojovat má divize, klidně si ministrem obrany jmenujte Dajana nebo třeba Bebu Idelsonovou [funkcionářku ženské části odborového svazu Histadrut], to je mi fuk.“
Tváří v tvář bezprostřední hrozbě zahájil Izrael 5. června 1967 preemptivní válku proti Egyptu a během několika hodin zničil většinu jeho (a následně i jordánského a syrského) vojenského letectva. Na jižní frontě vyrazily na Sinajský poloostrov tři divize, které vedli generálové Šaron, Avraham Jofe a Jisra'el Tal. Šaronova divize, zahrnující obrněnou brigádu, výsadkářskou brigádu, motorizovanou pěší brigádu, dělostřelectvo a ženisty, měla za úkol zmocnit se cesty protínající poloostrov v jeho centrální části. Hlavní překážkou, na níž narazili během postupu k Suezskému průplavu, bylo opevněné stanoviště Abú Agejla, které bránila 2. egyptská divize o síle osmi tisíc mužů. Bitva o toto stanoviště, které Šaron velel, skončila rozhodným izraelským vítězstvím. Dne 9. června se Izraeli podařilo dobýt celý poloostrov a téhož dne náčelník generálního štábu pověřil Šarona velením nad celým poloostrovem. Boje pokračovaly na severní frontě se Sýrií a centrální s Jordánskem, kde se Izraeli podařilo dobýt Golanské výšiny, respektive Západní břeh Jordánu a Staré Město v Jeruzalémě. Nadto obsadil rovněž Pásmo Gazy. Válka skončila 10. června a do dějin se zapsala pod názvem šestidenní válka.
Několik dnů po válce vyrazil s manželkou a syny na nově dobytá území, a navštívili Hebron, Nábulus a Jeruzalém. Nedlouho poté byl jako první izraelský generál vyslán na zahraniční cestu, „aby získal podporu pro Izrael a jeho armádu“, při níž navštívil Bombaj, Hongkong, Sydney a Teherán. Po návratu do Izraele a na generální štáb nechal během následujících měsíců z titulu své funkce přemístit většinu výcvikových táborů na Západní břeh Jordánu. V říjnu 1967 Šarona zasáhla rodinná tragédie. V předvečer svátku Roš ha-šana, 3. října, hlídal doma syny, zatímco manželka odjela na nákupy do Tel Avivu. Nejstarší syn Gur, v té době již téměř jedenáctiletý, se zajímal o vše, co se týkalo armády, a zejména obdivoval otcovu sbírku zbraní. Ve chvíli, když Šaron telefonoval, si šel s jeho svolením hrát s kamarády před dům. O několik minut později se ozval výstřel, a když Šaron vyběhl ven, nalezl syna se zkrvaveným obličejem a těžkou ránou oka ležet na trávníku. Vedle něj ležela stará zbraň z jeho sbírky, kterou Gura střelil jeho kamarád. Jelikož s autem odjela manželka na nákupy, vzal syna do náruče a utíkal do nemocnice. Když tam doběhl, Gur zemřel. Šaronovi se v tu chvíli zhroutil svět. O mnoho let později napsal: „Poprvé v životě jsem se ocitl v situaci, které jsem nedokázal čelit; v hlavě se mi nepřetržitě odvíjelo drama, za které jsem se cítil být odpovědný.“

### Kritika vedení a pokus ovstup do politiky
Šaron se po válce věnoval detailnímu průzkumu Západního břehu Jordánu a dospěl k přesvědčení, že ze strategického hlediska je nezbytné na území co nejdříve založit židovské osady. Kriticky se naopak stavěl k plánu místopředsedy vlády a někdejšího generála Jigala Alona, podle něhož si měl Izrael ponechat pouze údolí Jordánu a západní břeh Mrtvého moře. Zbytek území měl být podle tohoto plánu demilitarizován a pod jordánskou civilní správou. Šaron však tvrdil, že je plán nevýhodný, jelikož posune obrannou linii o čtyři sta kilometrů a nezajistí dostatečnou kontrolu území. Výstavbu osad podporoval již v té době tím, že na vybraných místech nechal stavět byty pro vojenské instruktory výcvikových táborů. Pro své nátlakové metody se čím dál tím víc dostával do konfliktu s ostatními členy generálního štábu. V případě, že se mu něco nepodařilo na generálním štábu prosadit, hledal podporu u politiků a médií. Situace se vyhrotila počátkem roku 1968, když se novým náčelníkem generálního štábu stal Chajim Bar-Lev. Šaron vystupoval ostře proti jeho koncepci obranné linie podél Suezského průplavu, sestávající z bunkrů, propojených zákopy. Tvrdil, že jde o překonaný a neúčinný způsob obrany, a místo toho navrhoval obrannou linii na hřebenech kopců, jejíž základ by tvořily pohyblivé obrněné jednotky a útvary motorizované pěchoty. Kvůli úniku informací o sporu na generálním štábu do médií svolal ministr obrany Dajan na Bar-Levovu žádost zasedání, aby se celá záležitost vyřešila. Hned na úvod Šarona napadl velitel jižní oblasti Ješajahu Gaviš, a to kvůli jeho postoji, nedostatku loajality ke kolegům, neschopnosti se dohodnout s partnery a sklonu informovat novináře o diskusích v generálním štábu. Ten se ostře ohradil a prohlásil: „Domníval jsem se, že bylo zasedání svoláno, aby jednalo o přednostech a nedostatcích Bar-Levovy linie. Jestliže si myslíte, že z něj uděláte nějaký obžalovací tribunál, tak se velmi mýlíte.“ Dajan odvětil, že zasedání vede on, a dodal: „Ty o tom, o čem se má, nebo nemá diskutovat, nerozhoduješ!“ V reakci nato Šaron odpověděl, že v takovém případě se zasedání nemusí účastnit, a navzdory Dajanovým rozkazům, aby neodcházel, místnost opustil a práskl za sebou dveřmi. Bar-Lev se rozhodl Šarona vyloučit z armády, a ten mu v tom nevědomky pomohl. Po dosažení čtyřiceti let totiž musí důstojníci každý rok žádat o prodloužení vojenské služby. Šaron počátkem roku 1969 na tuto povinnost zapomněl, a Bar-Lev mu jí záměrně nepřipomněl. Jednoho dne se tak dozvěděl, že jej armáda posílá do penze. Šaron zuřil. O podporu požádal jak Dajana, tak premiérku Goldu Meirovou, ale bez úspěchu.
V té době se poprvé pokusil vstoupit do politiky. Díky jeho popularitě se mu otevíraly různé možnosti, a všechny strany by mu ochotně nabídly volitelná místa v nadcházejících parlamentních volbách. Z ideologických a pragmatických důvodů se nakonec rozhodl pro Liberální stranu. Před vlastním vstupem do strany se setkal s Menachemem Beginem, pravicovým opozičním vůdcem a předsedou aliance Gachal, jež sdružovala Liberální stranu a Cherut. Na schůzce bylo domluveno, že pokud pravicová aliance vyhraje volby, Šaron se stane ministrem obrany. Dohoda měla zůstat několik příštích týdnů do zahájení předvolební kampaně utajena. Šaron si ji ale ještě ten den rozmyslel a vedení Liberální strany a Beginovi napsal omluvné dopisy. Druhý den však v tisku vyšly články s titulkem „Šaron se přidal ke koalici Cherutu a liberálů“. Vládní strana Ma'arach okamžitě intervenovala u náčelníka generálního štábu, aby Šarona povolal zpět do armády, protože jeho přechod k politickému konkurentovi by mohl ohrozit volební výsledky. Otázkou zůstává, jak se informace o Šaronově vstupu do politiky dostala do novin. Jeho životopisec Rosenzweig k tomuto uvádí: „Je nemálo těch, kdo si myslí, že to byl sám Šaron, kdo rozpoutal mediální senzaci, a dosáhl tak lstí toho, co mu bylo normální cestou odmítáno; své setrvání v armádě.“

### Opotřebovací válka

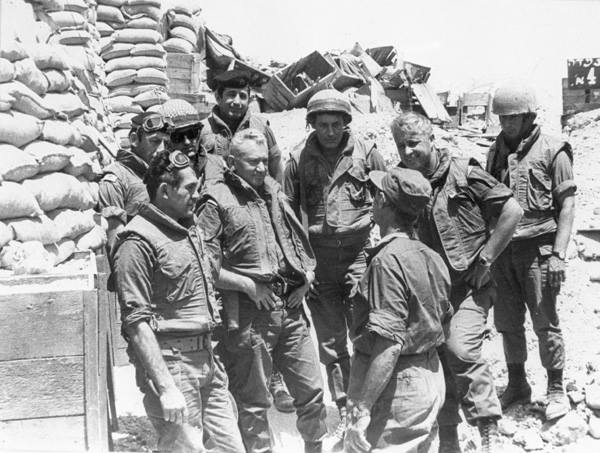
Šaron (druhý zprava) a náčelník generálního štábu Bar-Lev (druhý zleva uprostřed) při obhlídce stanoviště během opotřebovací války, cca 1970

Šaron se tak nakonec vrátil do armády. Bar-Levovi se musel omluvit za své jednání, a ten jej následně vyslal na dvouměsíční přednáškové turné po celém světě, mimo jiné po Spojených státech amerických, Mexiku, Japonsku a Jižní Koreji. Během těchto cest se mu podařilo navázat důležité politické a vojenské kontakty, které se mu v budoucnu hodily. Po návratu byl 1. srpna 1969 jmenován do funkce velitele jižního velitelství armády. Jako takový musel dokončit výstavbu jím dříve tolik kritizované Bar-Levovy linie a reagovat na egyptské útoky během vleklé opotřebovací války, která probíhala prakticky soustavně od šestidenní války. Egyptská armáda při ní napadala izraelské jednotky na Sinajském poloostrově, a to jak raketovými útoky, tak při léčkách v poušti. Šaron se v té době neúspěšně snažil přemluvit generální štáb k izraelské vojenské operaci na egyptském západním břehu Suezského průplavu, která by zničila raketové základny. Kromě těchto útoků se musel vypořádat i útoky fedajínů z Jordánska. Za tímto účelem využíval týmy beduínů, kteří měli výbornou znalost oblasti. Situace na této frontě se zlepšila s tzv. černým zářím, při němž jordánský král Husajn v roce 1970 vyhnal z Jordánska palestinské teroristické skupiny. Třetí oblastí jeho zájmu bylo Pásmo Gazy, kde docházelo k rostoucím střetům mezi jednotlivými palestinskými skupinami. Po vražedném útoku na izraelskou rodinu počátkem roku 1971 vypracoval plán pro boj s tamními guerillou, který spočíval mimo jiné v jejím odříznutí od zásobování zbraněmi a podpoře zřizování izraelských osad. V Izraeli způsobil značnou kontroverzi svým rozhodnutím vypovědět kočovné beduínské kmeny na Sinajský poloostrov. Argumentoval tím, že beduíni pašují zbraně do Pásma Gazy. Levicoví aktivisté proti tomu podali stížnost k Nejvyššímu soudu, ten ji však zamítl, a rozhodl, že vypovězení bylo z bezpečnostních důvodů oprávněné. Z hlediska osadnictví se mu podařilo přesvědčit ministerskou předsedkyni Meirovou o potřebě vybudovat stálé izraelské osady v Pásmu Gazy a na Sinajském poloostrově, a to mimo jiné blok osad Guš Katif a město Jamit. O mnoho let později stál u zničení těchto osad. Jeho ambice stát se náčelníkem generálního štábu byly zmařeny počátkem roku 1972, kdy se této funkce ujal David Elazar, který krátce poté Šarona požádal, aby armádu opustil. Šaron se následně domluvil s ministerskou předsedkyní a Dajanem, že z armády odejde v létě 1973. V době, kdy se blížil jeho odchod, docházelo k růstu napětí podél Suezského průplavu. Šaron proto požádal Elazara o odklad svého odchodu z armády, ten to však rázně odmítl. Koncem června 1973 při slavnosti na rozloučenou mimo jiné prohlásil:
| „                                                    | Jak jistě víte, byl jsem přinucen armádu opustit, a chtěl bych tu slavnostně prohlásit, že to nebyla má volba. Je nutné, abych to řekl, protože mnozí z vás na mne naléhali, abych v armádě zůstal. Ale celkem vzato jsem šťastný, že odcházím, protože jsem ještě mladý a mohu být spokojen s životní dráhou, kterou mám za sebou. Zúčastnil jsem se všech válek které dosud Izrael vedl, a bylo mi velkou ctí, že jsem během oněch pětadvaceti let měl výsadu být vždy v první linii. Prožíval jsem nadšení z vítězství i hrůzu, strach a úzkost, když umírali mí přátelé a blízcí. Celé toto období bylo pro mne směsí radosti a smutku: radosti z vítězství, z upřímného kamarádství s mými druhy, ale také bolesti, když jsem o některé přišel. Je-li tu něco, na co mohu být podle svého soudu hrdý, je to fakt, že jsem během posledních tří let dokázal řídit velitelství zcela nezávisle bez škodlivého soupeření různých frakcí. Můj jediný klan je má rodina, manželka Lily, má matka a synové Omri a Gilad. Řídím se zásadou, že člověk musí vyjádřit svůj názor, pokud nějaký má, a bojovat za něj. Jen takové jednání je v národním zájmu, a tak chci jednat i já. Vlastně už třicet let žiji otázkami celonárodního zájmu a starám se o ně: o zřizování nových osad, o obranu hranic, o přístup ke zdrojům vody. Budu v tom pokračovat, i nadále bojovat za to, co považuji za podstatné pro národní budoucnost. | “ |
| — Šaronův projev na rozloučenou při odchodu z armády | |   |

## Politika
Po odchodu z armády uvažoval o návratu k zemědělství, svou budoucnost však rozhodně nespatřoval ve svém rodném mošavu, či jiné podobně kolektivistické vesnici. S manželkou proto začal hledat zemědělskou usedlost, kde by mohl hospodařit podle svého uvážení. To se však ukázalo jako složitý cíl. Pozemky k hospodaření pronajímal Židovský národní fond podle přísných pravidel a tehdejší izraelský bankovní systém neumožňoval soukromým osobám půjčky na koupi zemědělské půdy. Manželům se nakonec podařilo najít 400hektarovou farmu na severním okraji Negevské pouště, nedaleko města Sderot. Se zakoupením Šaronovi po finanční stránce pomohl jeho přítel a americký finančník Mešulam Riklis, který mu třetinu částky poskytl v bezúročné půjčce, zbylou částku mu – pravděpodobně s Riklisovou zárukou – půjčila americká banka Chicago Bank. Z Šaronovy farmy, známé jako Chavat Šikmim (doslova „Sykomorová farma“), se v následujících dvaceti letech stal jeden „z největších soukromých zemědělských podniků v Izraeli, s chovem ovcí, koní a hovězího dobytka, v kombinaci s pěstováním citrusových plodů, obilí a exotického ovoce na vývoz“.
Poté, co založil rodinné hospodářství, vstoupil do světa politiky. Pro své nové angažmá se rozhodl využít metody, které tolik prosazoval v armádě – boj s rychlým pohybem jednotek. Usoudil, že pravice má šanci v nadcházejících podzimních parlamentních volbách zvítězit pouze, pokud se dokáže plně sjednotit. Namísto zákulisních vyjednávání o politických aliancích však přistoupil k netradičnímu kroku. Koncem června 1973 uspořádal velkou tiskovou konferenci v Tel Avivu, na níž oznámil vstup do politiky na straně pravicové opozice, aniž by však upřesnil, do které strany vstupuje. Zároveň ve svém projevu podpořil myšlenku společného postupu pravicových stran. Po domluvě s Menachemem Beginem, vůdcem nejsilnějšího opozičního uskupení Gachal, které sdružovalo Liberální stranu a Cherut, vstoupil do Liberální strany, kde o členství uvažoval již před čtyřmi lety. Jak uvedl jeho životopisec Rosenzweig, od této doby se Šaronovy vztahy s Beginem vyznačovaly „vzájemným obdivem, ale i oboustrannou základní nedůvěrou“. Během léta roku 1973 svůj čas dělil mezi práci na farmě a předvolební kampaň. S Beginovým pověřením vedl jednání s dalšími politickými stranami o vytvoření silného pravicového volebního uskupení. Podařilo se mu přesvědčit strany Rafi a Kandidátka země izraelské, a v září téhož roku vznikla aliance Likud.

### Jomkipurská válka
Dne 5. října Šarona požádalo jižní velitelství o jeho názor na rozsáhlé přesuny egyptských jednotek podél Suezského průplavu. Ten po prostudování leteckých snímků dospěl k přesvědčení, že k útoku dojde co nejdříve. Ve vrchním velení armády však v tomto nepanovala shoda, a přestože zpravodajské služby měly veškeré informace o rozmístění arabských sil, nedokázaly je vhodně interpretovat. O den později, 6. října, ve 4.00 místního času, získal náčelník vojenské rozvědky Eli Zeira informace od šéfa Mosadu Cvi Zamira, že válka vypukne ještě téhož dne „kolem západu slunce.“ Tuto informaci předal náčelníkovi generálního štábu Elazarovi, který se neúspěšně snažil získat od ministra obrany Dajana souhlas k preventivnímu úderu a úplné mobilizaci. Dajanovo stanovisko do značné míry reflektovalo varování Spojených států, aby Izrael nezaútočil jako první a nebyl tak vnímán jako agresor. S touto odpovědí se však Elazar nesmířil a šel společně s Dajanem za ministerskou předsedkyní Meirovou, kam dorazili v 8.00. Ta Elazarův návrh na preventivní úder zamítla a nakonec rozhodla o kompromisu a rozhodla o mobilizaci 100 tisíc vojáků. Důvodem pro odmítnutí preventivního úderu byl slib Američanům, že Izrael tento úder nepodnikne. Výsledkem jednání bylo, že Izrael „bude muset přijmout první ránu a spolehnout se na hloubkovou obranu.“ Ještě téhož dne ve 14.00 zaútočila syrská a egyptská armáda v mohutném koordinovaném úderu na Izrael. Tato v pořadí pátá arabsko-izraelská válka, kterou arabské státy rozpoutaly v den nejvýznamnějšího židovského svátku Jom kipur, získala název jomkipurská válka.

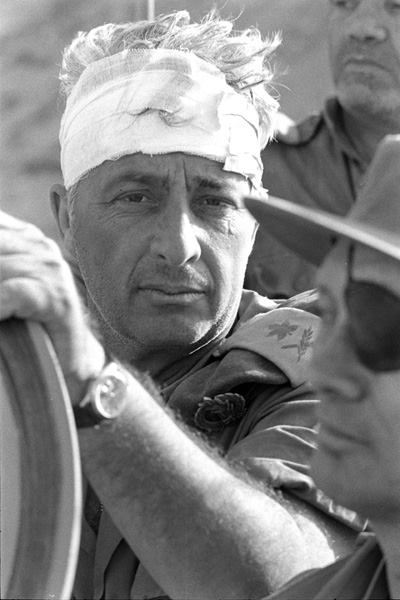
Generálmajor Šaron po zranění, které utrpěl během jomkipurské války

Šaron, jakožto velitel záložní divize, dorazil na štáb jižního velitelství, kde navrhl jeho přesunutí z Beerševy na Sinajský poloostrov blíže bojům. Šmu'el Gonen, který tehdy stál v jeho čele a k Šaronovi choval antipatie, něco podobného odmítl. Rozhodl však, že vyšle tři divize záložníků, z nichž jedné velel Šaron, aby zaujaly postavení čelem k postupující egyptské armádě, a zabránily jí postup do hloubi Sinaje. Šaron se dožadoval vyslání záchranné operace na pomoc obklíčeným jednotkám bunkrů Bar Levovy linie, které dosud nepadly do zajetí a volaly o pomoc. Gonen ji však odmítl jako příliš riskantní. Rozzuřený Šaron proto celou záležitost postoupil ministrovi obrany Dajanovi. Zároveň navrhl protiútok, spočívající v soustředěném útoku dvou divizí, které by překročily Suezský průplav, což by Izraelcům umožnilo napadnout egyptskou armádu zezadu. I ten však Gonen odmítl s odůvodněním, že plán již je připraven, a nebude se měnit. Během postupu přes Sinajský poloostrov musela Šaronova divize 8. října přispěchat na pomoc divizi Avrahama Adana, která narazila na tvrdý egyptský odpor, a jeden z jejích praporů byl zajat. Lidské i materiální ztráty obou divizí byly značné. Šaronova divize uhájila jedno z návrží, odkud objevil mezeru v rozmístění egyptských sil na západním břehu průplavu. Žádal proto o svolení této příležitosti využít a překročit průplav, avšak bez úspěchu. Dajan mezitím na Ministerstvu obrany dospěl k názoru, že Gonen nezvládá velení jižního velitelství, a navrhl jej vystřídat Šaronem. Jeho návrh byl však odmítnut. Šaronův životopisec Rosenzweig k tomuto uvedl: „Politizace armády dosahovala vrcholu, protože Golda Meirová nemohla dopustit, aby ‚generál Likudu‘, jak se o Šaronovi mluvilo v nejvyšších kruzích Strany práce, měl největší zásluhu na záchraně země před nejvážnější hrozbou od války za nezávislost“. Šaron tak na východním břehu průplavu mohl pouze sledovat, jak Egypťané na západním břehu posilují svoje jednotky. Své rozhořčení si nenechal pro sebe a přijímal novináře, přes něž se mu do novin podařilo dostat kritické poznámky na adresu generálního štábu za špatné vedení celé operace.
Paralelně s boji na egyptské frontě probíhaly boje se Sýrií. Syrský útok na Golanských výšinách dosáhl mírných zisků během prvních 24 až 48 hodin, po nichž se hybnost začala obracet ve prospěch Izraele. Do druhého týdne války byli Syřané vytlačeni z Golan a Izraelci zahájili svůj vlastní protiútok a zastavili se až 40 kilometrů od Damašku. Egypťané byli během války úspěšní v prvních čtyřech dnech války, poté jejich postup uvízl na mrtvém bodě. Po neúspěšném egyptském pokusu obnovit útok – 14. října odrazily izraelské jednotky útok tisícovky egyptských tanků – přešli Izraelci do protiútoku, a 16. října překročili Suezský průplav. Šaron přitom obdržel výslovnou instrukci: „cílem je vytvořit předmostí na západním břehu, nikoliv zahájit pochod na hlavní město“. V noci toho dne vybojoval prapor výsadkářů předmostí na západním břehu průplavu. Šaronova divize jej bránila z východního břehu průplavu, zatímco byly instalovány mobilní mosty, které měly umožnit přesun těžkých tanků. Jejich sestavení se však nedařilo, a tak se Šaron – navzdory varování svých nadřízených – rozhodl přepravit deset tanků na speciálních plavidlech na západní břeh.

### Zpět vpolitice

Území Izraele, včetně územních zisků z jomkipurské války

V důsledku jomkipurské války došlo k odložení parlamentních voleb na konec prosince 1973. Šaron místo vedení předvolební kampaně zůstal se svou divizí na Sinaji, sledoval jednání o stanovení hranic s Egyptem a Sýrií, a v rozhovorech pro domácí a zahraniční tisk hlasitě kritizoval levicovou vládu za ústupky při jednáních a vrchní velení armády za chování během války. Pravicové strany ve volbách posílily, stále však nedokázaly otřást hegemonií levice, která vládla od vzniku Izraele v roce 1948. Šaron v nich získal poslanecký mandát za stranu Likud a stal se členem výboru pro obranu a zahraniční věci. Koncem ledna 1974 svým denním rozkazem divizi rozlítil vedení armády, když vojákům napsal: „Byla to naše divize, která přišla s myšlenkou na nejobtížnější, nejsložitější a nejriskantnější misi celé války – na překročení průplavu. Na nás také bylo ji realizovat. Přechod přes kanál znamenal ve válce přelom a přivedl nás na cestu k vítězství. Nikdy nezapomeňme, že toto vítězství ve válce bylo největší ze všech, která jsme dosud vybojovali. Navzdory všem chybám a neobratnostem, nezdarům a obstrukcím, ztrátě kontroly a autority jsme vyšli z bojů jako vítězové. (…) Válka skončila a předběžné diskuse o dohodě s Egypťany se blíží k závěru. Cítím, že budu muset vést boj na jiné frontě.“ Na velkém shromáždění v Tel Avivu kritizoval vládu za zanedbání povinností při přípravě a vedení jomkipurské války a v rozhovoru pro americký magazín odsoudil politizaci armády. Náčelník generálního štábu Elazar jej v reakci na to okamžitě odvolal z velení záložní divize a chtěl jej postavit před soud. K tomu však nakonec nedošlo, jelikož Šarona chránila poslanecká imunita.
V dubnu 1974 došlo ke zveřejnění závěrů zvláštní komise, vytvořené za účelem „vyšetření nedostatečné připravenosti v předvečer jomkipurské války“. Ta za hlavní viníky označila náčelníka generálního štábu Elazara, velitele jižního velitelství Gonena a náčelníka vojenské rozvědky Zeiru, zatímco ministerskou předsedkyni Meirovou a ministra obrany Dajana očistila. Jak Meirová, tak Dajan však nedlouho poté pod tíhou tlaku veřejnosti postupně rezignovali. Novým premiérem se stal Jicchak Rabin, který Šarona vrátil do jeho funkce velitele záložní divize. Šaron si v té době popudil vlastní stranu, když podpořil náboženské extremisty z hnutí Guš emunim, kteří chtěli na Západním břehu Jordánu nezákonně postavit osadu, přičemž vyzval k neposlušnosti vojáky, kteří tomu měli zabránit. Návratem do armády se mu otevřela cesta do čela generálního štábu, čemuž byl nakloněn i Rabin, ale silný odpor v táboře levice nakonec vedl k tomu, že jako Elazarova nástupce zvolil Mordechaje Gura, který choval k Šaronovi od sinajské války chladné vztahy. Levicová vláda zároveň prosadila zákon, podle něhož nebylo možné „spojit funkci poslance a funkci vojenského velitele v aktivní službě s hodností od plukovníka výše“. Šaron v reakci na to v prosinci 1974 rezignoval na svůj poslanecký mandát. V červnu 1975 se stal, k nelibosti Gura, poradcem premiéra pro otázky bezpečnosti. Tuto pozici opustil v březnu následujícího roku, když vyhodnotil, že není reálné, aby stanul v čele generálního štábu.

### Ministr zemědělství a budování osad
Návrat do politiky plánoval v parlamentních volbách v roce 1977. Volitelné místo na kandidátní listině některé z politických stran se neúspěšně pokusil získat nejprve u Liberální strany, kde byl v nelibosti pro své chování v době výkonu poslaneckého mandátu a sblížení se stranou Ma'arach, když působil jako poradce premiéra, a následně u aliance Likud jako takové, kde usiloval o post předsedy. Nakonec se proto rozhodl jít vlastní cestou a v lednu 1977 založil politickou stranu Šlomcijon, která kladla důraz na zajištění bezpečnosti a sociální spravedlnost. První předvolební průzkumy jí dávaly naději na 6 až 8 poslaneckých mandátů. Naneštěstí pro Šarona se pouhé tři týdny po založení Šlomcijon objevila nová politická strana akcentující stejná témata, zaměřená na obdobný elektorát, navíc s významnějšími osobnostmi – Demokratické hnutí za změnu. Vzhledem k poklesu preferencí se pokusil dva měsíce před volbami spojit s Likudem, tento krok však zhatila Liberální strana. Šlomcijon nakonec ve volbách získala pouhých 1,9 % všech hlasů, což ale stačilo k zisku dvou poslaneckých mandátů, a Šaron se tak opět stal poslancem. Mnohem zásadnější však byl celkový výsledek voleb, které znamenaly historický předěl v izraelských dějinách. Hlavní levicová strana Ma'arach, která do té doby stála v čele všech izraelských vlád (dříve jako Mapaj), v nich utrpěla těžkou porážku, a vůbec poprvé od vzniku státu se tak vítězem stala pravicová strana v podobě Likudu. Šlomcijon se stala součástí aliance Likud, kde zanikla vstupem obou jejích poslanců do strany Cherut.

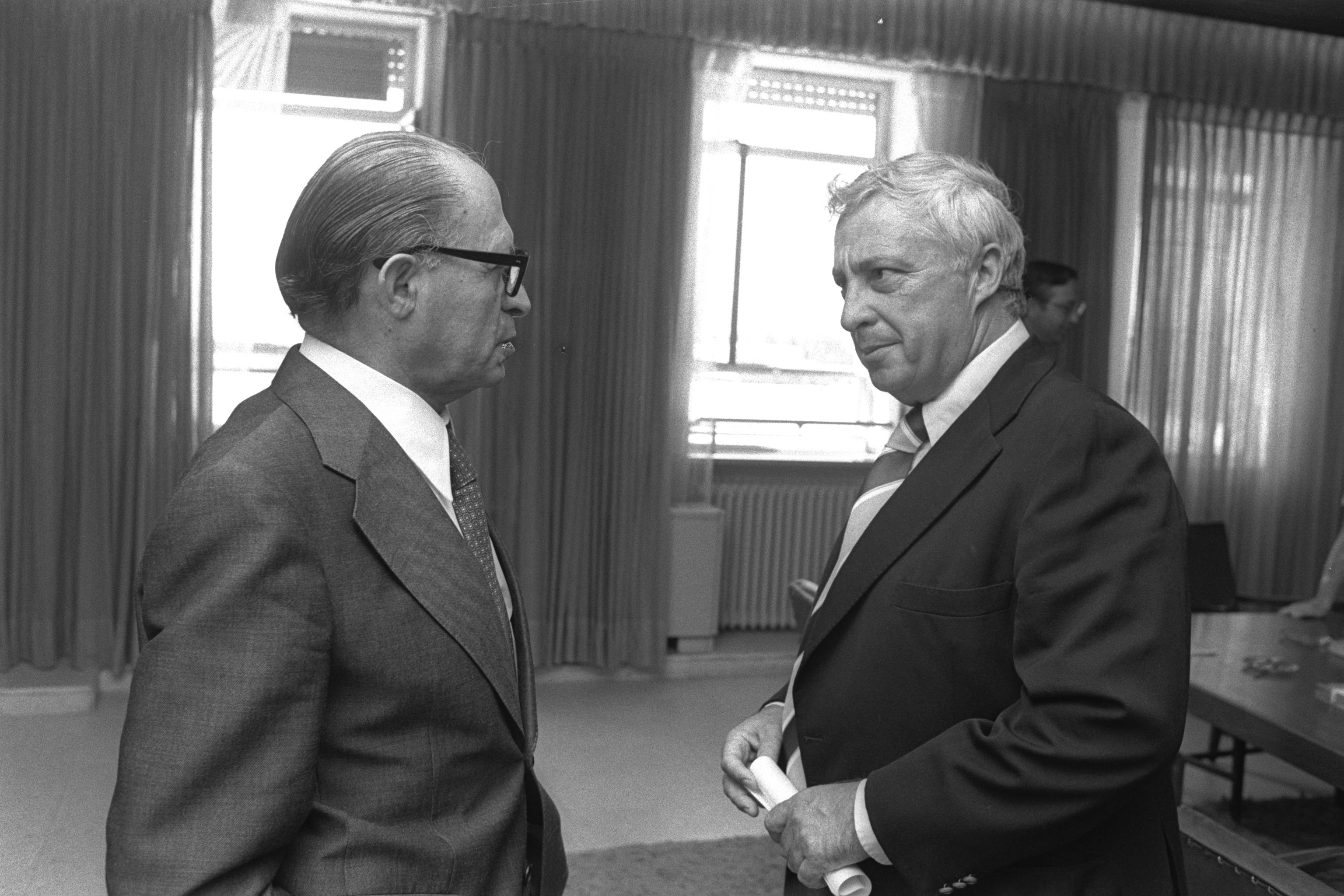
Ariel Šaron (vpravo) a Menachem Begin na fotografii z roku 1977

Historicky první pravicovou vládu sestavil premiér Menachem Begin ze stran Likud, Šlomcijon, Národní náboženské strany a Agudat Jisra'el (později téhož roku rozšířilo její řady ještě Demokratické hnutí za změnu). Šarona původně zamýšlel jmenovat do funkce ministra obrany, ale nakonec tato funkce připadla Ezeru Weizmanovi. Nabídl mu proto post ministra vnitřní bezpečnosti a koordinátora protiteroristického boje s dohledem nad zpravodajskými službami. Šaron ale nabídku odmítl a namísto toho požádal o pozici ministra zemědělství a předsedy vládní komise pro zřizování osad. Begin souhlasil a jeho kabinet se ujal vlády 20. června.
V nové funkci se Šaron ocitl ve střetu zájmů, když jako ministr zemědělství zároveň vlastnil jeden z největších soukromých zemědělských podniků v zemi. Situaci nakonec vyřešil tím, že farmu pronajal soukromé společnosti, která jí dočasně vedla. Napříště se již ve svém vládním angažmá resortu zemědělství důsledně vyhýbal. Více než problematika zemědělství jej ale zajímalo zřizování nových osad na územích obsazených v roce 1967. Mezi červencem a zářím 1977 pracoval na celkovém plánu osad. Plánovaná expanze měla za cíl posílit izraelskou bezpečnost a do budoucna prakticky znemožnit jakékoli územní ústupky či vznik palestinského státu. V zásadě nastal odklon od zalidňování periferních oblastí v duchu Alonova plánu (například v údolí řeky Jordán), a namísto toho byl kladen větší důraz na místa spojená s židovskými dějinami a lokality podél zelené linie a v okolí Jeruzaléma.

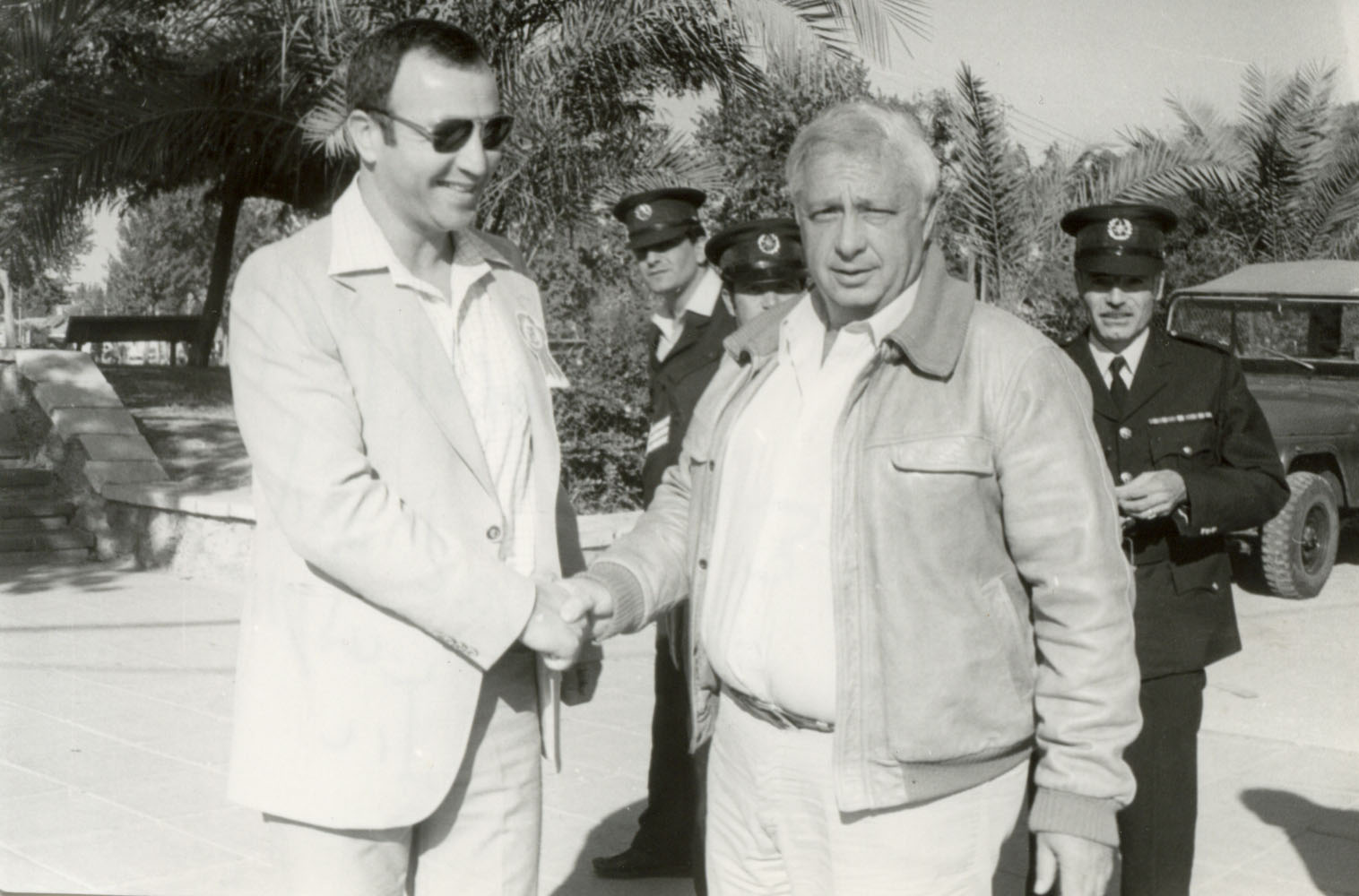
Šaron (vpravo) během návštěvy města Kirjat Gat, 1978

Na mezinárodní scéně nová vláda zahájila tajná jednání s Egyptem o normalizaci vztahů. Dne 20. listopadu přicestoval egyptský prezident Anvar Sadat jako oficiálně vůbec první arabský vůdce do Izraele, aby v projevu před Knesetem hovořil o potřebě míru. Během této návštěvy mu byli představeni všichni ministři vlády, včetně Šarona. Když jej Sadat spatřil, zvolal: „Marně jsem zkoušel lapit vás u průplavu!“, na což Šaron odvětil: „Dnes máte příležitost lapit přítele!“. Následná egyptsko-izraelská mírová jednání byla komplikovaná, neboť Egypt požadoval izraelské stažení ze všech okupovaných území a souhlas se sebeurčením palestinských Arabů, a nakonec uvázla na půl roku na mrtvém bodě. V tomto období Izrael podnikl v březnu 1978 invazi do Libanonu v reakci na soustavné přeshraniční palestinské teroristické útoky (například masakr na pobřežní silnici), při níž armáda obsadila desetikilometrové pásmo podél hranice a systematicky ničila základny Organizace pro osvobození Palestiny (OOP). Po třech měsících se armáda stáhla a dohled nad oblastí převzaly prozatímní jednotky OSN v Libanonu (UNIFIL). Koncem srpna 1978 se stagnujícím mírovým rozhovorům pokusily dát nový impuls Spojené státy americké, které obě strany pozvaly na schůzku v americkém prezidentském sídle Camp David v Marylandu. Jedním ze sporných bodů byl osud izraelských osad na Sinajském poloostrově. Šaron se stavěl ostře proti likvidaci osad na severu poloostrova, sousedících s Pásmem Gazy, které podle něj bránily pašování zbraní do této oblasti. Z toho důvodu jej Begin odmítl zařadit do izraelské delegace, která se jednání zúčastnila. Když se ale ukázalo, že osud izraelských osad je to jediné, na čem nepanuje shoda, Šaron telefonicky své veto odvolal. Egypt a Izrael tak dosáhly shody nad rámcovými dohodami, které vešly ve známost jako dohody z Camp Davidu. Mírová smlouva byla posléze podepsána 26. března 1979 před Bílým domem ve Washingtonu.
V roce 1979 vláda zrušila omezení na nákup půdy na Západním břehu Jordánu. Šaron zároveň prosadil finanční motivace pro všechny, kdo budou ochotni se do osad přestěhovat, a to v podobě nižších cen nemovitostí, levnějších hypoték či daňových úlev. Mezi lety 1977 a 1983 vzrostl počet izraelských osad více než čtyřnásobně (z 24 na 106). Ještě rychlejší růst zaznamenal počet Izraelců, kteří v nich žili – téměř devítinásobný (z 3200 na 28 400). Cílem vlády bylo, aby koncem 80. let žilo v osadách 100 tisíc Izraelců. Odmítání palestinské autonomie a stavba osad však rozdělovala vládu, z níž proto v říjnu 1979 odešel nejprve ministr zahraničí Dajan a následně v květnu 1980 ministr obrany Weizman. Dajana poté nahradil Jicchak Šamir, zatímco portfolio obrany si ponechal Begin. Nakonec koalici opustilo i Demokratické hnutí za změnu, kvůli čemuž byly na červen 1981 vyhlášeny předčasné parlamentní volby. Tři týdny před volbami provedlo izraelské vojenské letectvo preventivní úder v Iráku, při němž zničilo budovaný jaderný reaktor, u něhož se Izrael obával možnosti jeho využití k výrobě jaderných zbraní. Když se v říjnu 1980 ve vládě o útoku rozhodovalo, patřil Šaron mezi jeho hlavní zastánce a naléhal na premiéra, aby útok nařídil.

### Ministr obrany a strategická partnerství

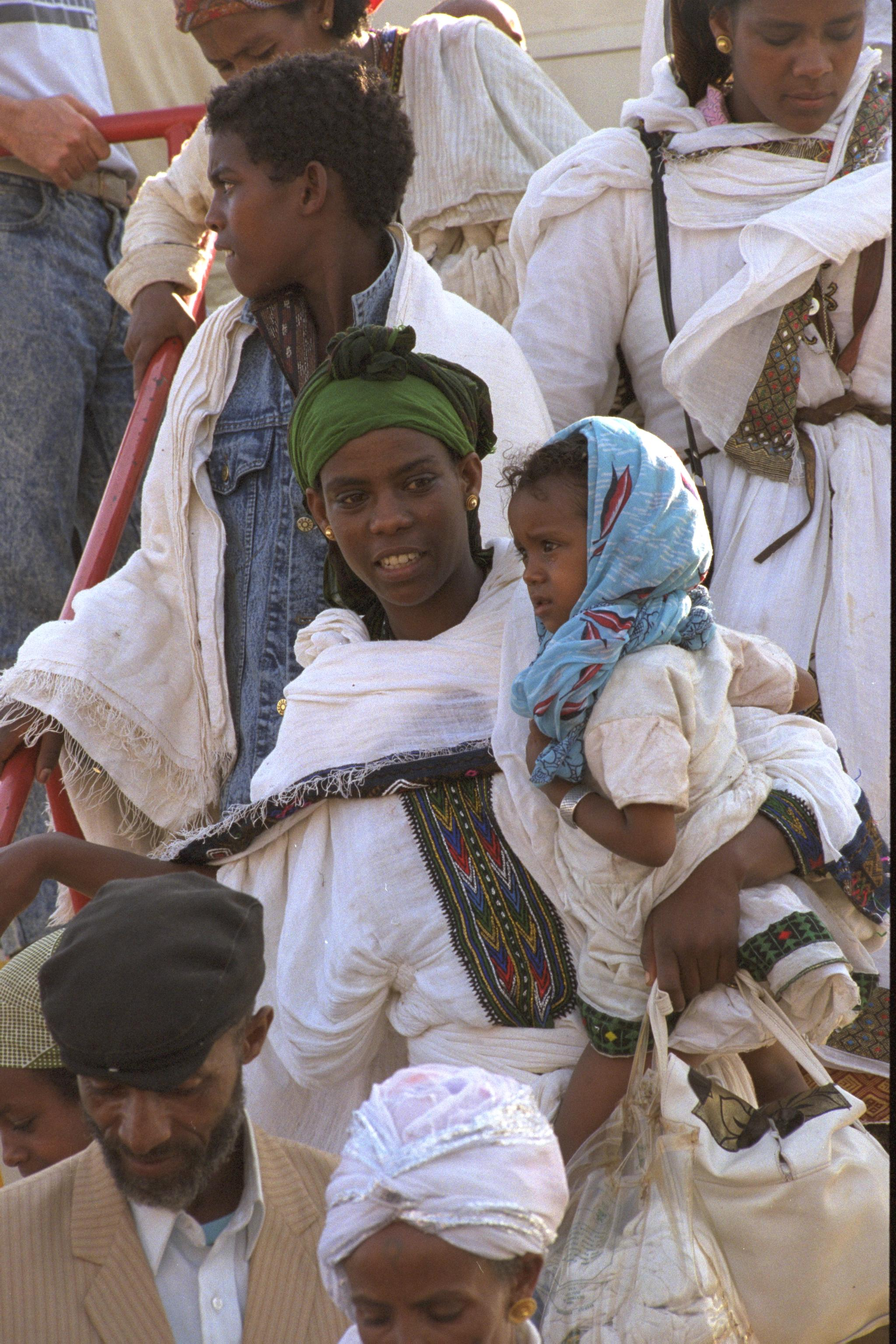
Etiopští Židé byli do Izraele přepraveni v rámci tří tajných operací s kódovými názvy Mojžíš, Jozue a Šalamoun, které proběhly v letech 1984, 1985 a 1991.

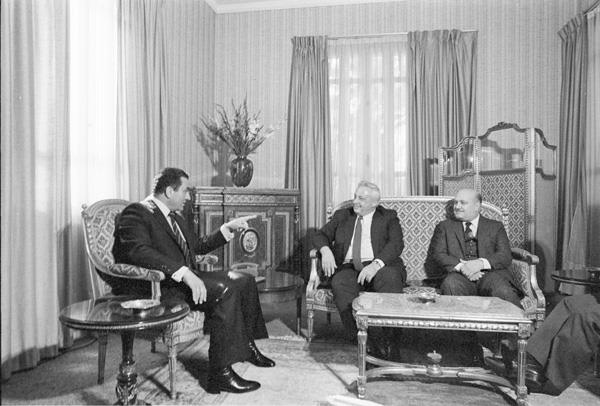
Setkání Šarona (uprostřed) a egyptského prezidenta Husního Mubáraka (vlevo), leden 1982

V předčasných parlamentních volbách zvítězil Likud nejtěsnější možnou většinou a premiér Begin posléze sestavil pravicovou koaliční vládu, v níž Šaron získal post ministra obrany. Stabilizovaná bezpečnostní situace a období relativního klidu mu umožnily zaměřit pozornost na navazování a budování strategických partnerství s řadou afrických a asijských zemí. Vypravil se mimo jiné do Afriky, kde navštívil Etiopii, Jihoafrickou republiku, Keňu, Středoafrickou republiku, Súdán a Zair. Jeho návštěva Etiopie sehrála klíčovou roli v získání souhlasu tamního diktátora Mengistu Haile Mariama s odchodem etiopských Židů do Izraele výměnou za vojenskou pomoc. Následně se Šaronovi podařilo získat svolení súdánského prezidenta Džafara Nimeiryho, aby se tito Židé shromáždili v jižním Súdánu, odkud jich bylo na přelomu let 1984 a 1985 osm tisíc letecky přepraveno do Izraele v rámci operace Mojžíš. Obsah jeho rozhovorů v Jihoafrické republice je považován za státní tajemství. Podle Šaronova životopisce Rosenzweiga se však předpokládá, že se s největší pravděpodobností týkaly spolupráce v oblasti vývoje jaderných zbraní, „dodávkami uranu z Jižní Afriky počínaje a společnými pokusy nad Indickým oceánem podél jižního pobřeží afrického kontinentu konče“.
Když mělo v roce 1982 dojít k evakuaci izraelských osad na Sinajském poloostrově v rámci naplňování mírové smlouvy s Egyptem, řada osadníků odmítala odejít, a bylo proto nutné je vyhnat násilím za použití armády. Vojáci místní usedlíky často odnášeli, protože odmítli odejít, jindy je stahovali ze střech. Nejnapjatější byla situace ve městě Jamit, kde se skupina mužů, následovníků radikála Me'ira Kahaneho, zavřela do bunkru a hrozila odpálením nálože v případě vojenské akce. Nakonec ale bunkr opustili dobrovolně. Armáda poté systematicky ničila místní infrastrukturu, aby se osadníci neměli kam vrátit.

#### Libanonská válka

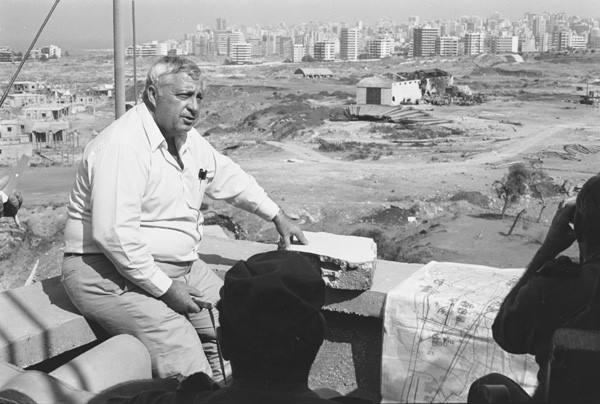
Šaron na předměstí Bejrútu, září 1982

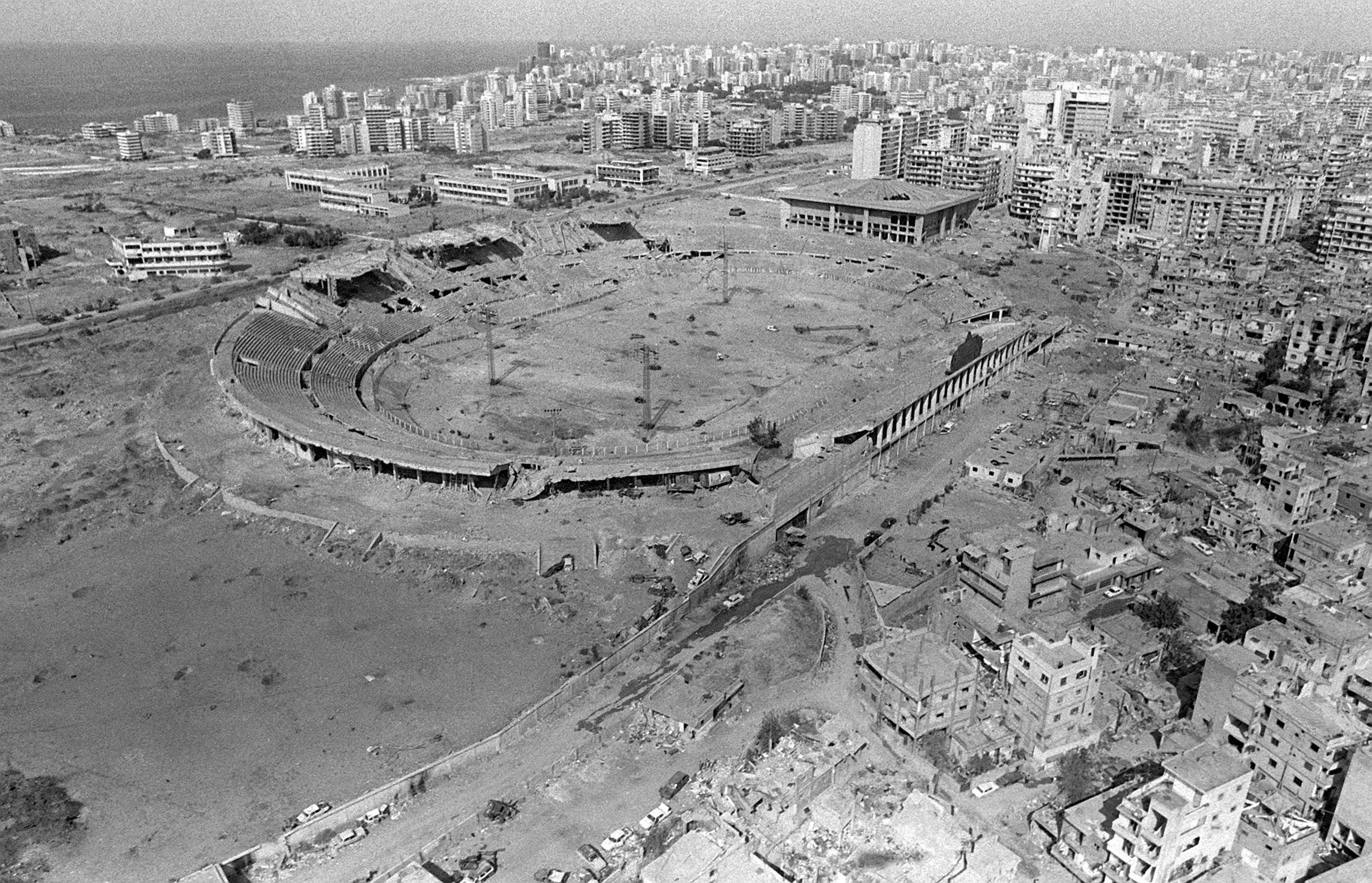
Vybombardovaný bejrútský sportovní stadion, který sloužil jako skladiště zbraní OOP

V Libanonu probíhala od roku 1975 občanská válka mezi muslimským a křesťanským obyvatelstvem. Své zájmy v ní měla sousední Sýrie, která v zemi v roce 1976 vojensky intervenovala, a od té doby zde udržovala početnou vojenskou přítomnost. Izrael navázal kontakty s různými křesťanskými skupinami již za Rabinovy vlády. V březnu 1978 se Izrael stal aktérem občanské války, když v reakci na palestinské přeshraniční teroristické útoky podnikl invazi do jižního Libanonu (více v části Ministr zemědělství a budování osad). I když se z oblasti po třech měsících stáhl a izraelskou armádu vystřídala mírová mise OSN, zachoval si ve zdejší bezpečnostní zóně nepřímou kontrolu díky podpoře křesťanské Jiholibanonské armády. Situace se začala zhoršovat v roce 1981 v důsledku vnitřních střetů v Libanonu a zesílení teroristických útoků na Izrael. Americký prezident Ronald Reagan proto do oblasti vyslal diplomata Philipa Habiba, aby se pokusil o zklidnění situace. Tomu se podařilo vyjednat zastavení ostřelování severu Izraele ze strany OOP Jásira Arafata výměnou za vojenskou zdrženlivost Izraele na severní hranici. Šaron proti dohodě ostře protestoval, jelikož se nevztahovala na ostatní palestinské skupiny a jiné části země nebo zahraničí, ale nakonec její uzavření podpořil. Na přelomu let 1981 a 1982 se Habiba neúspěšně snažil přesvědčit, že by omezená vojenská operace mohla „Libanon zbavit hlavních příčin násilí a destabilizace“.

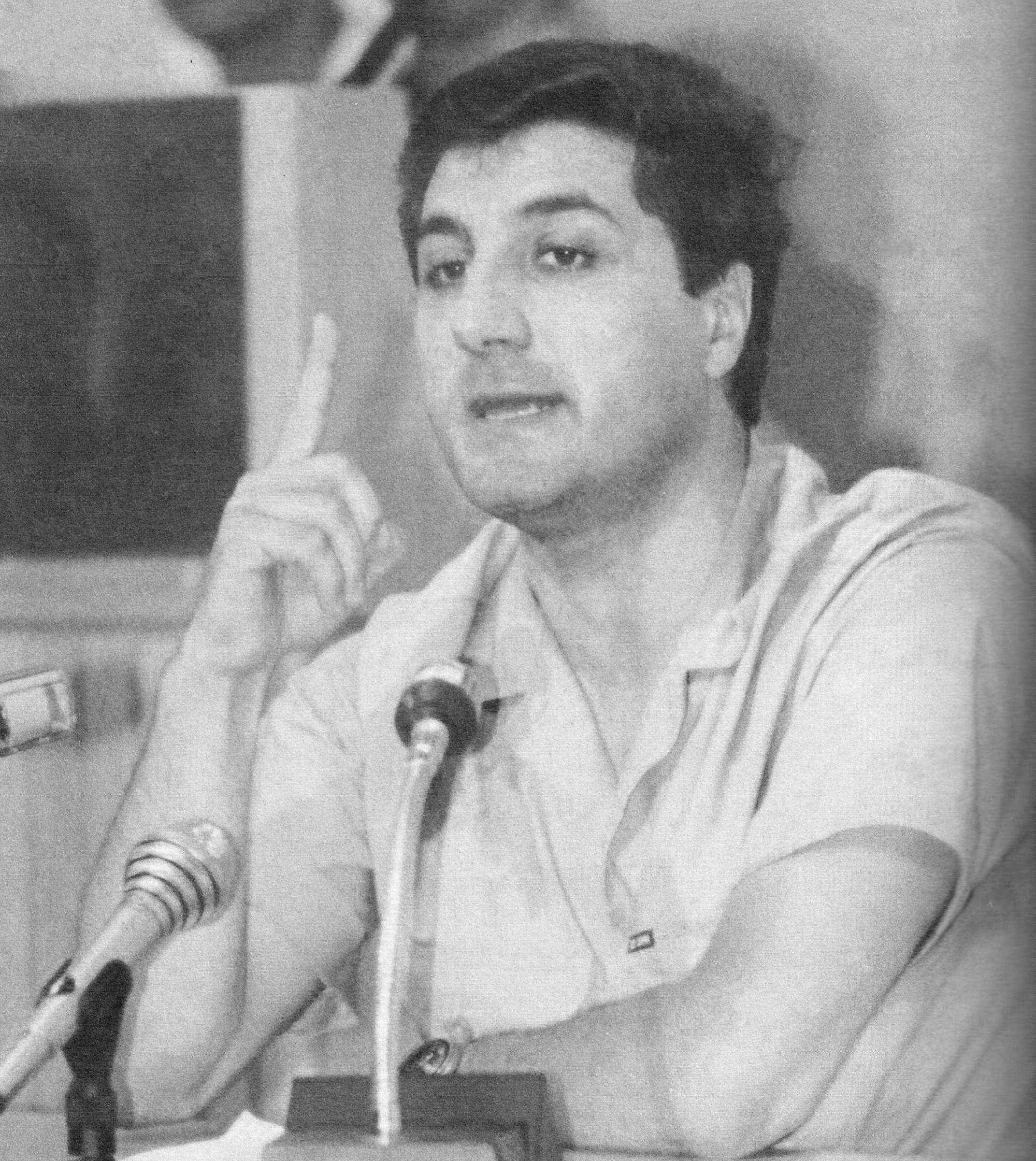
Bašír Džamáíl měl být nadějí izraelsko-libanonského míru

Počátkem ledna 1982 se Šaron s Beginovým svolením tajně sešel s proizraelským vůdcem maronitských křesťanů Bašírem Džamáílem v libanonské Džuniji. Společně diskutovali možnost izraelské invaze, která by vedla ke zničení infrastruktury OOP a umožnila vznik vlády nakloněné k mírovému ujednání s Izraelem (v září toho roku se totiž v Libanonu měly konat prezidentské volby). Šaron preferoval ambiciózní plán, známý jako operace Velká borovice, který předpokládal totální invazi, zničení přítomnosti OOP a syrského vlivu v zemi, dosazení Džamáíla a uzavření izraelsko-libanonské mírové smlouvy. Neexistují jisté důkazy, zdali byl Begin srozuměn s podrobnostmi tohoto plánu. Na jaře 1982 došlo k sérii teroristických útoků proti Izraeli a jeho představitelům v zahraničí ze strany palestinských skupin více či méně napojených na OOP. Šaron proto odcestoval do Spojených států amerických, aby tamní vládě vysvětlil neúnosnost stávající situace. Setkal se s ministrem obrany Casparem Weinbergerem, ministrem zahraničních věcí Alexanderem Haigem a Habibem, podle nichž však palestinské útoky nepředstavovaly jednoznačné porušení příměří s OOP. Šaron se na ně obořil: „Kolik Židů musí být zabito, aby to podle vás byla provokace? Jeden? Dva? Deset? Pro nás je celá věc naprosto jasná!“.

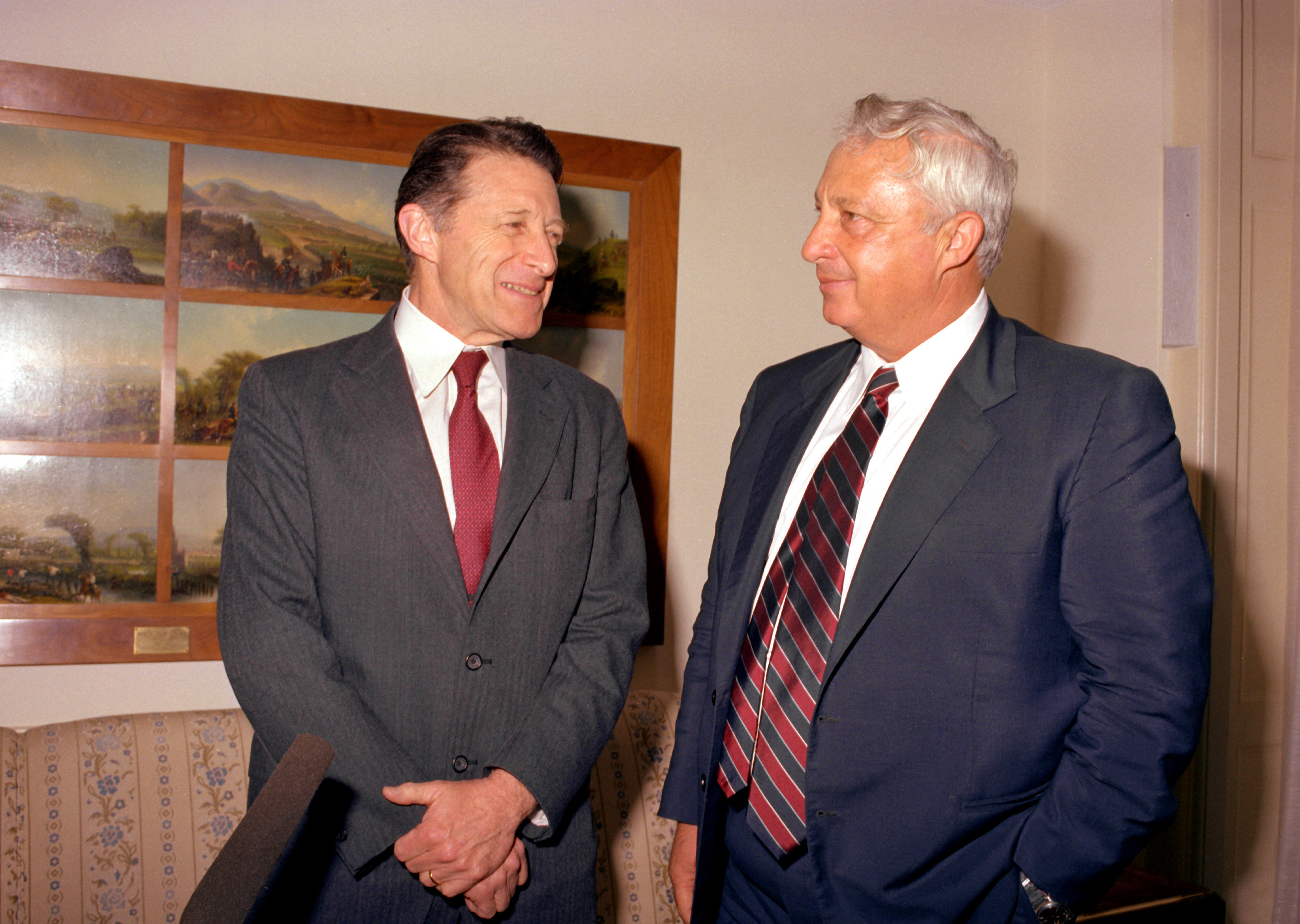
Ariel Šaron (vpravo) a americký ministr obrany Caspar Weinberger v květnu 1982

Katalyzátorem libanonské války se stal atentát, který 3. června 1982 v Londýně spáchala palestinská teroristická skupina na tamního izraelského velvyslance Šlomo Argova. Šaron byl v té době na zahraniční cestě v Rumunsku, kde vedl politické a vojenské diskuse s tamním prezidentem Nicolaem Ceaușescem, a navštívil město Brašov, odkud pocházela manželka Lily. Přestože měl Begin informace, že atentát na Argova provedla organizace Abú Nidala, tedy skupina s OOP soupeřící, rozhodl se tuto informaci své vládě nesdělit. Ta o dva dny později schválila rozsahem omezenou vojenskou akci v Libanonu, tzv. operaci Malá borovice, která měla během několika dní vytlačit dělostřelectvo OOP z dostřelové vzdálenosti od izraelských hranic. Následujícího dne, 6. června 1982, byla zahájena operace Mír pro Galileu, která vešla ve známost jako první libanonská válka. Podle historika Avi Šlajima se Šaron nakonec rozhodl realizovat rozsáhlejší variantu invaze v etapách tak, že se pokoušel akcemi izraelské armády vyprovokovat reakci nepřátelské strany. Vojenský historik Martin van Creveld se naproti tomu k teorii o záměrné mystifikaci vlády ze strany ministra obrany vyjádřil v tom smyslu, že tato otázka „zůstane navždy otevřená a těžko ji nějak uspokojivě zodpovědět. Nelze ani vyloučit, že Begin využíval Šarona k účelům, k nimž se nemohl otevřeně přiznat; ať už byly jeho chyby jakékoliv, nebyl to v žádném případě hlupák.“
Izraelská armáda rychle postupovala do libanonského vnitrozemí a v třetí den války byla pouhé tři kilometry od hlavního města. Zároveň se střetla se syrskou armádou, které způsobila těžké ztráty. I přes souhlas se zastavením palby daný vládou Šaron i nadále pokračoval v postupu. Týden po zahájení invaze armáda obklíčila Bejrút, který následující dva měsíce intenzivně bombardovala. Počátkem července proběhla v Tel Avivu první protiválečná demonstrace čítající na sto tisíc lidí, a zároveň s tím klesala podpora války mezi izraelskou veřejností. Šaron soustavně cestoval mezi Bejrútem a Jeruzalémem, aby vládu informoval o aktuálním dění na frontě. Postup izraelské armády vedl k obklíčení palestinského vedení a milicí v západním Bejrútu. Šaron proto vládě předložil koncem června návrh na obsazení této části města, ta jej však odmítla. V důsledku těžkého bombardování libanonské metropole se za amerického zprostředkování podařilo 12. srpna dojednat odchod OOP do Sýrie, Jordánska a Tuniska (tam odešlo její vedení), který proběhl počátkem září za dohledu mezinárodních sil. Jen pár dní předtím byl Džamáíl zvolen libanonským prezidentem.
Dne 1. září proběhla v severoizraelské Nahariji schůzka s Džamáílem, při které na něj Begin s Šaronem naléhali, aby podepsal mírovou smlouvu jakmile se ujme prezidentského úřadu. Ten to však odmítl a namísto toho navrhoval pouze pakt o neútočení. Begin zuřil a na Džamáíla po chvíli začal křičet. Toho zase popudilo, když mu Šaron řekl, aby byl rozumný a souhlasil s uzavřením míru, neboť Izrael momentálně Libanon ovládá. Schůzka tak skončila nezdarem, ale v následujících dnech proběhly další. Než se ale cokoliv dohodlo, zahynul Džamáíl 14. září při pumovém atentátu v Bejrútu, který spáchal prosyrský disident. K atentátu se však přihlásili palestinští muslimové. Izraelská armáda následující den obsadila západní část města, aby prosyrské a palestinské skupiny nemohly využít nastalé situace ve svůj prospěch. Falangistickým oddílům zesnulého prezidenta Džamáíla poté 16. září umožnila vstoupit do palestinských uprchlických táborů Sabra a Šatíla, kde měly hledat ozbrojené příslušníky OOP. V průběhu následujících dvou dnů namísto toho zmasakrovaly 474 až 2300 mužů, žen a dětí. Tento čin šokoval celý svět i izraelskou veřejnost a 25. září vedl k do té doby největší demonstraci v izraelských dějinách. Do dění se vložil izraelský prezident Jicchak Navon, který hrozil rezignací, pokud nebude jmenována nezávislá vyšetřovací komise. Hluboce otřesený Begin nakonec svolil a vláda o tři dny později jmenovala Kahanovu vyšetřovací komisi. Šaron, jehož před vyšetřovací komisí obhajoval advokát Dov Weissglass, se v následujících týdnech podílel na jednání s Habibem a Džamáílovým bratrem Amínem, který jej vystřídal na postu prezidenta, avšak podepsané dohody o stažení izraelských jednotek z Bejrútu neměly dlouhého trvání. Zároveň v té době působil jako poradce protikomunistické guerilly ve středoamerické Nikaragui. Libanon mezitím znovu upadl do občanské války, tentokrát však za dvojí okupace (izraelské a syrské).
Dne 7. února 1983 byla zveřejněna zpráva Kahanovy komise, která konstatovala, že hlavní vinu na krveprolití mají jednotky falangistů. Šarona však činila nepřímo odpovědným kvůli „přehlížení nebezpečí aktů pomsty“ a vyzvala jej k vyvození „osobních závěrů“. Kriticky se vyjádřila rovněž k vedení armády a premiérovi. Šaron byl donucen rezignovat na post ministra obrany, ve vládě však zůstal jako ministr bez portfeje. V arabském světě se mu po událostech libanonské války začalo říkat „řezník z Bejrútu“. V následujících dnech a týdnech docházelo k opakovaným demonstracím a protidemonstracím a část veřejnosti požadovala demisi vlády. Podle historika Howarda Sachara byl tehdy izraelský národ rozpolcen ostřeji než kdykoli předtím od krize kvůli německým reparacím v roce 1952. Po pěti měsících jednání se Izraeli podařilo uzavřít s Libanonem 17. května 1983 dohodu, která ukončovala válečný stav mezi oběma zeměmi a předpokládala odchod všech cizích vojsk (tedy i syrského). To však rezolutně odmítl syrský prezident Hafíz Asad. Izrael se postupně začal stahovat do bezpečnostní zóny na libanonské straně izraelsko-libanonské hranice, kde spolupracoval s jiholibanonskou armádou. Z krátkodobého hlediska válka tedy sice měla úspěch v podobě vypuzení OOP, z dlouhodobého však své cíle nesplnila a byla naopak zcela kontraproduktivní. Vedla například ke vzniku ší'itského teroristického hnutí Hizballáh. Bezpečnostní situace v Libanonu se stále zhoršovala, stejně jako počet padlých a zraněných izraelských vojáků. Neutuchala ani kritika Beginovy vlády a protiválečné demonstrace.

### Ministr ve vládách národní jednoty

#### Ministr bez portfeje a spor sčasopisemTime

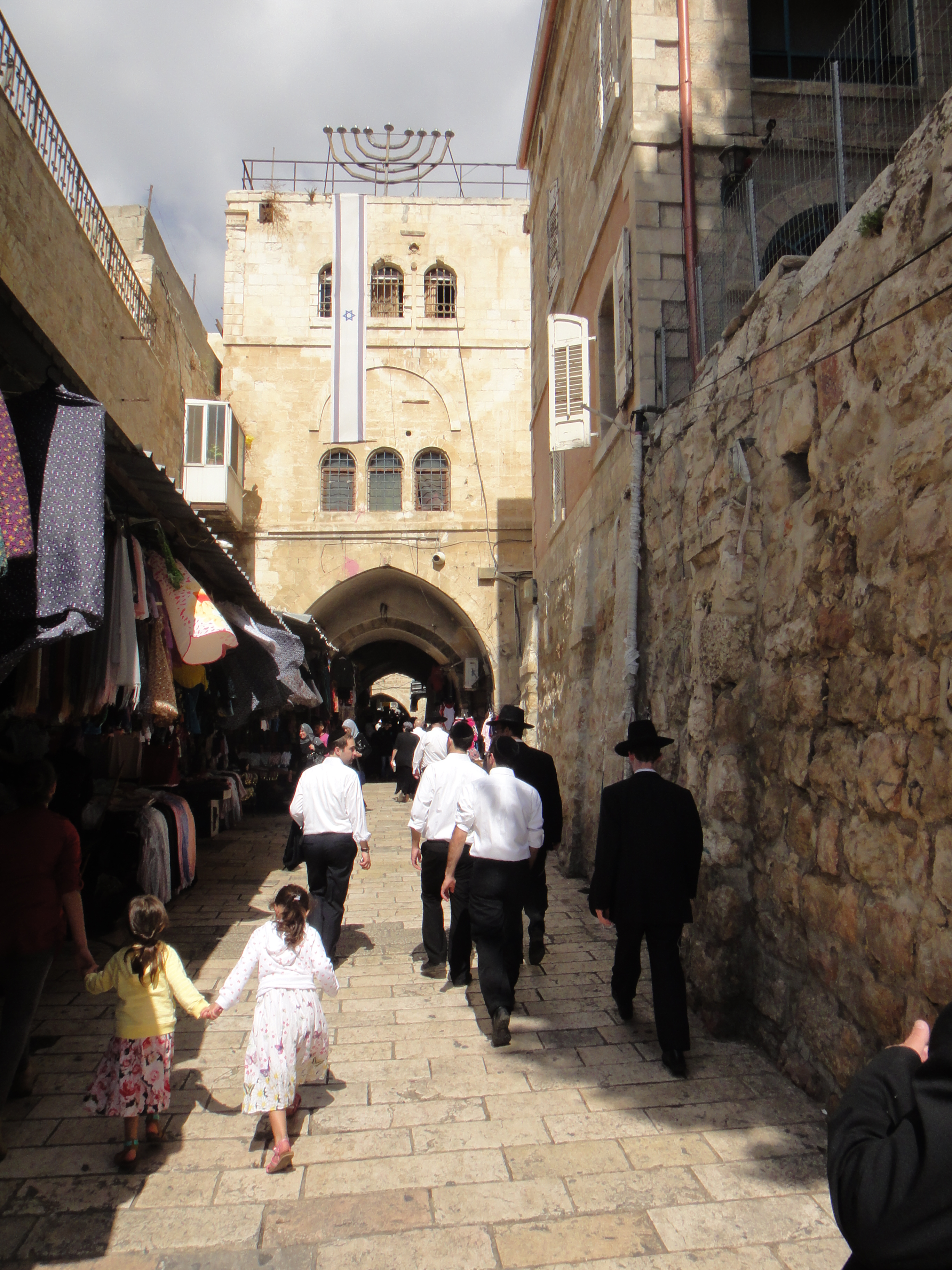
Dům v muslimské čtvrti jeruzalémského Starého Města, kde si Šaron v roce 1987 koupil byt (označuje jej izraelská vlajka a menora)

Po odchodu z čela resortu obrany Šaron setrval ve vládě jako ministr bez portfeje. Na jaře 1983 se rozhodoval, zda vládu opustit a nadobro se vrátit na svou farmu Chavat Šikmin. V té době jej potkala šťastná novina, když jeho manželka ve 46 letech otěhotněla. Kvůli vysokému věku však těhotenství nedospělo ke zdárnému konci. K jeho rozhodnutí zůstat v politice přispěly dvě věci: podpora části veřejnosti a soudní spor s americkým týdeníkem Time.

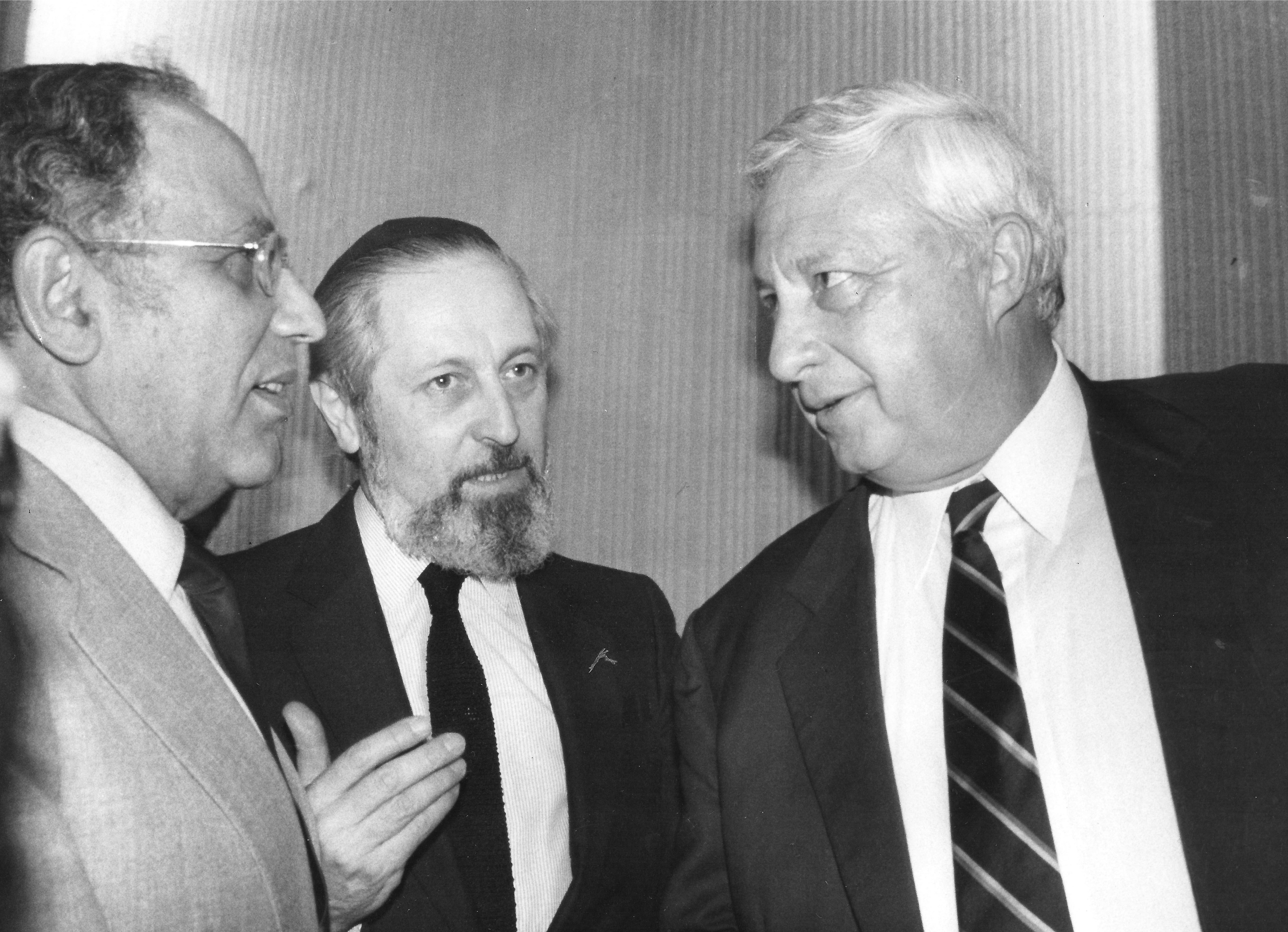
Šaron (vpravo) během zahraniční návštěvy Francie, červen 1983

Časopis Time totiž ve svém vydání z 21. února 1983 otiskl, že Šaron den po Džamáílově smrti navštívil jeho rodinu, s níž „mluvil o nutnosti pomstít Bašírovu smrt“, podrobnosti o této záležitosti však článek označil za neznámé. Odkazoval se přitom na část zprávy Kahanovy komise, která nebyla z důvodu státní bezpečnosti zveřejněna. Informaci následně převzal americký a mezinárodní tisk. Týden po zveřejnění článku podal Šaron u soudu v New Yorku proti týdeníku žalobu pro pomluvu a požadoval odškodnění ve výši 50 milionů dolarů. Proces byl zahájen 13. listopadu 1984 a samotné líčení trvalo několik měsíců, během něhož trávil Šaron s rodinou, navzdory svým ministerským povinnostem, dlouhé týdny v New Yorku. Izraelské soudy dlouhou dobu odmítaly žádost o poskytnutí nezveřejněné přílohy zprávy Kahanovy komise, a svolily až počátkem roku 1986. Členové poroty a zástupci obou stran se s ní seznámili na uzavřeném zasedání. Porota nakonec označila sporné části článku za hanobivé a ve svém verdiktu uvedla, že si „někteří zaměstnanci týdeníku Time (…) při shromažďování a ověřování zveřejněné informace počínali lehkovážně a nedbale“. Žalobce však podle ní nebyl schopen prokázat týdeníku „skutečnou vůli škodit“, v důsledku čehož nedošlo k jeho odsouzení a vyplacení požadovaného odškodnění. I tak však konečný rozsudek Šaronovi pomohl posílit jeho politickou pozici a vyvrátit názory, že byl podněcovatelem masakru v Sabře a Šatíle.
Premiér Begin oznámil koncem srpna 1983 svůj úmysl rezignovat (ačkoli své rozhodnutí nikdy plně nevysvětlil, mezi příčiny se uvádí jeho zdravotní stav, skon manželky Alizy a tlak a kritika veřejnosti kvůli libanonské válce). V polovině září předal prezidentu Chajimu Herzogovi rezignační dopis, a ve funkci premiéra jej nahradil ministr zahraničí Jicchak Šamir. Kvůli problémům ve vládní koalici byly na červenec 1984 vypsány předčasné parlamentní volby. Ještě před nimi si chtěl Šamir prostřednictvím stranických voleb upevnit postavení v Likudu. K všeobecnému překvapení proti němu kandidoval Šaron, kterému političtí komentátoři předpovídali zisk 10–15 % hlasů. Přestože se mu Šamira porazit nepodařilo, získal ve volbách 42,5 % hlasů.

#### Průmysl a obchod, bydlení a výstavba

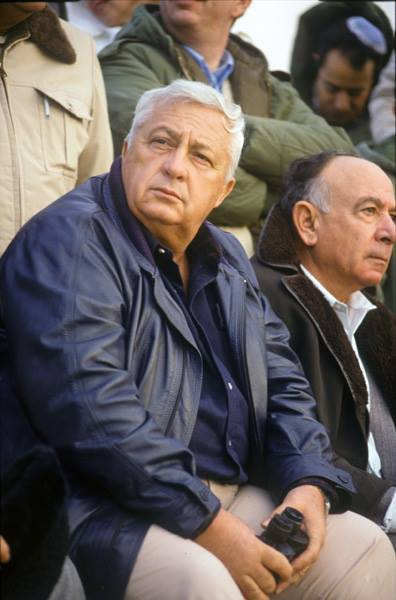
Šaron během vojenského cvičení, 1985

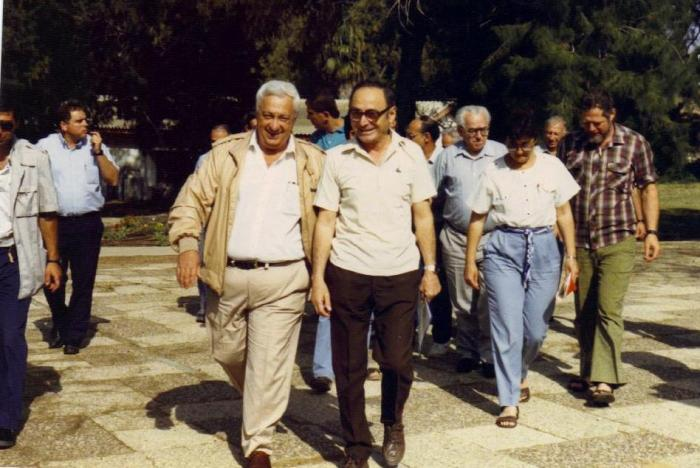
Šaron (vlevo) během návštěvy kibucu Nir Am, 1986

V předčasných parlamentních volbách zvítězila s těsným rozdílem levicová strana Ma'arach. Výsledek však znamenal volební pat, jelikož ani jedna z nejsilnějších stran nebyla s to sestavit vládu. Po 39 dnech jednání, kompromisů a ústupků byla vytvořena vláda národní jednoty s netradičním rotačním systémem na postu premiéra. Jako první se stal předsedou vlády předseda Ma'arachu Šimon Peres. V nové vládě se Šaron stal ministrem obchodu a průmyslu, a v této pozici působil až do roku 1990. Z této pozice dále podporoval rozvoj židovských osad tím, že „kolem nich zřizoval průmyslové zóny a do nich velkými státními dotacemi lákal soukromé podnikatele“. Když vláda počátkem roku 1985 schvalovala trojstuňový plán stažení izraelských vojsk z Libanonu, patřil mezi kritiky tohoto rozhodnutí. Na popularitě mezi pravicovými voliči mu dodávala kritika premiéra Perese, za níž se musel zpravidla vždy omluvit. Postupně se mu podařilo obsadit klíčové pozice ve straně: na jaře 1986 ve stranické volbě předsedy stálé komise překvapivě porazil Beginova syna Bennyho, a o rok později byl zvolen předsedou ústředního výboru, „což mu umožnilo umístit své lidi na klíčová místa stranického aparátu“.
Koncem roku 1987 vypuklo v Pásmu Gazy palestinské lidové povstání, které vešlo ve známost jako první intifáda. Zprvu intifáda probíhala v podobě demonstrací, nepokoje se však zakrátko rozšířily i na Západní břeh. Jejich součástí byly rovněž generální stávky, bojkoty, zapalování pneumatik, graffiti, vyvěšování palestinských vlajek, barikády a pouze občas byly zaznamenány skutečné teroristické útoky, při nichž došlo k používání tzv. Molotovových koktejlů či granátů. V důsledku násilností jednali vojáci podrážděně a obzvláště razantně. Šaron patřil mezi zástupce tvrdé neústupné linie a pravidelně se zúčastňoval manifestací na podporu armády, kterou pro její tvrdost kritizovala levice. Zároveň odmítal tlak Spojených států amerických, aby byly na obsazených územích co nejdříve uspořádány volby. Koncem roku 1987 si proto symbolicky koupil byt v muslimské čtvrti jeruzalémského Starého Města, aby tak podpořil židovskou svrchovanost nad Jeruzalémem.
Volby v roce 1988 neměly zásadní vliv na rozložení sil v Knesetu, bezesporu je však ovlivnila probíhající intifáda. Likud pod Šamirovým vedením těsně zvítězil a posílily malé radikální strany v obou částech politického spektra. Dosavadní premiér (Šamir vystřídal Perese na premiérském postu v roce 1986) se proto nejprve pokusil vytvořit vládní koalici s pravicovými a náboženskými stranami. Přehnané požadavky náboženských stran jej nakonec opět vedly k vytvoření koaliční vlády s Ma'arachem a náboženskými stranami, avšak již bez rotačního principu ve funkci premiéra. Šaron, který doufal v návrat do čela ministerstva obrany, zůstal i v nové vládě ministrem průmyslu a obchodu. Jen čtyři dny po volbách, tedy 15. listopadu 1988, vyhlásil předseda OOP Jásir Arafat nezávislost palestinského státu a uznal rezoluce Rady bezpečnosti OSN č. 242 a 338. Řada států světa, včetně Československa, nezávislost uznala. Arafat se dále zřekl terorismu a Palestinská národní rada uznala existenci Izraele a rezoluci Valného shromáždění OSN č. 181 z roku 1947, která rozdělovala mandátní Palestinu na židovský a arabský stát. V reakci na to Šamir v květnu 1989 navrhl konání svobodných voleb na Izraelem obsazených územích (Západním břehu Jordánu a v Pásmu Gazy), „aby pro ujednání mírového řešení získal palestinského partnera.“ Když si v únoru 1990 chtěl tento krok nechat schválit ústředním výborem Likudu, Šaron oznámil svou rezignaci na post ministra, a než stačil Šamir zareagovat, odstřihli Šaronovi stoupenci mikrofon. I přes podporu svobodných voleb Šamir odmítal návrhy na konání mezinárodní mírové konference, na kterou naléhaly Spojené státy americké. Jeho ministr financí a předseda Peres se proto na jaře 1990 odhodlal ke svržení vlády (celá aféra získala název špinavý trik). Vládě byla vyslovena nedůvěra a prezident Herzog pověřil Perese sestavením vlády. Jeho plán však narušil Šaron, který oživil své dávné kontakty s rabínem Menachemem Mendelem Schneersonem, duchovním vůdcem náboženské strany Agudat Jisra'el, aby ovlivnil poslance této strany, kteří se již zavázali Perese podpořit. V reakci na Schneersonovo nařízení, aby nepodporovali jakékoliv územní ústupky, na poslední chvíli dva poslanci na hlasování nedorazili. Šaronův životopisec Rosenzweig k tomuto dodává: „Později se tvrdilo, že právě v době, kdy se hlasovalo o vytvoření nové vlády, prodlévali na Šaronově farmě.“ Jelikož Peres již nedisponoval většinou poslanců, pověření sestavit vládu posléze získal Šamir, jemuž se podařilo sestavit čistě pravicovou vládu s náboženskými stranami s těsnou většinou v Knesetu. Navzdory urážkám, kterých se mu z jeho strany kvůli mírové konferenci dostalo, a s ohledem na jeho podíl na zmaření Peresova pokusu stanout v čele vlády, Šamir jmenoval Šarona ministrem bydlení a výstavby.
I v čele tohoto resortu Šaron podporoval politiku osadnictví a zasadil se o rozsáhlou výstavbu nových židovských čtvrtí ve východním Jeruzalémě a nových židovských měst podél tzv. zelené linie na pomezí vlastního Izraele a Západního břehu Jordánu (nová města vznikala v rámci programu Jišuvej ha-Kochavim). Jeho ministerstvo mělo nadto na starost zajištění bydlení pro stovky tisíc Židů ze Sovětského svazu. Již od roku 1987 bylo povoleno vystěhovat se části sovětských Židů a každým rokem se stanovená kvóta zvyšovala. Na konci 80. a počátku 90. let začala masová migrace, a to jak do Spojených států, tak do Izraele. Jen v roce 1990 přišlo do Izraele 181 751 sovětských Židů. O rok později dosáhl počet nově příchozích 450 tisíc. Od roku 1991 Šaron předsedal parlamentní komisi, která na tuto migrační vlnu dohlížela. Během dvou let působení v čele ministerstva bydlení a výstavby dal postavit 140 tisíc nových bytových jednotek. Na mezinárodní scéně se Izraele v té době dotkly dvě události. První z nich byla válka v Zálivu. Irácký diktátor Saddám Husajn v srpnu 1990 obsadil sousední Kuvajt. V lednu 1991 zahájila mezinárodní koalice 28 států operaci Pouštní bouře s cílem Kuvajt osvobodit. Husajn se pokusil alianci rozdělit hrozbami napadení Izraele svými balistickými střelami a letectvem. V případě izraelské odvety by totiž arabské státy patrně spojeneckou alianci opustily. Z toho důvodu Spojené státy žádaly Izrael, aby v žádném případě nereagoval, a přislíbily mu rozsáhlou finanční podporu. Dva dny po zahájení spojenecké operace dopadly na Tel Aviv první irácké rakety typu Scud. Do konce února pak na území Izraele dopadlo celkem 39 raket, a to zejména do hustě zalidněného okolí Tel Avivu. Šaron tehdy patřil mezi ministry, kteří se jasně stavili proti americkému nátlaku. Druhou událostí byla Madridská mírová konference, která měla napomoci arabsko-izraelskému, potažmo izraelsko-palestinskému mírovému procesu. Spojené státy americké na Izrael naléhaly, aby se konference zúčastnil, a podmínili tím půjčku 10 miliard dolarů na integraci sovětských Židů. Šaron se stavěl ostře proti Šamirově účasti na konferenci a dokonce požadoval jeho odstoupení. Konference začala v listopadu 1991 v Madridu a v lednu na ní navázala multilaterální jednání v Moskvě na téma ekonomického rozvoje, životního prostředí, vody a uprchlíků. Celkem mezi Izraelci a Palestinci proběhlo deset kol jednání, avšak bez jakéhokoliv průlomu. Mírová konference odstartovala sérii přímých schůzek mezi Izraelci a Araby, které v roce 1992 proběhly v různých městech po celém světě.
Počátkem roku 1992 se Šamirovi rozpadla koaliční vláda, když ji dvě menší strany, Techija a Moledet, opustily na protest proti premiérově zdánlivé ochotě jednat o palestinské autonomii. Šamir tak na červen 1992 vypsal předčasné parlamentní volby. Šaron jej následně vyzval k souboji o funkci předsedy strany. Z vnitrostranických voleb však vyšel vítězně Šamir, a to se ziskem 42 % hlasů (na druhém místě byl s 31 % David Levy a Šaron skončil s 21 % na třetím místě).

### Opoziční poslanec a kritika mírového procesu

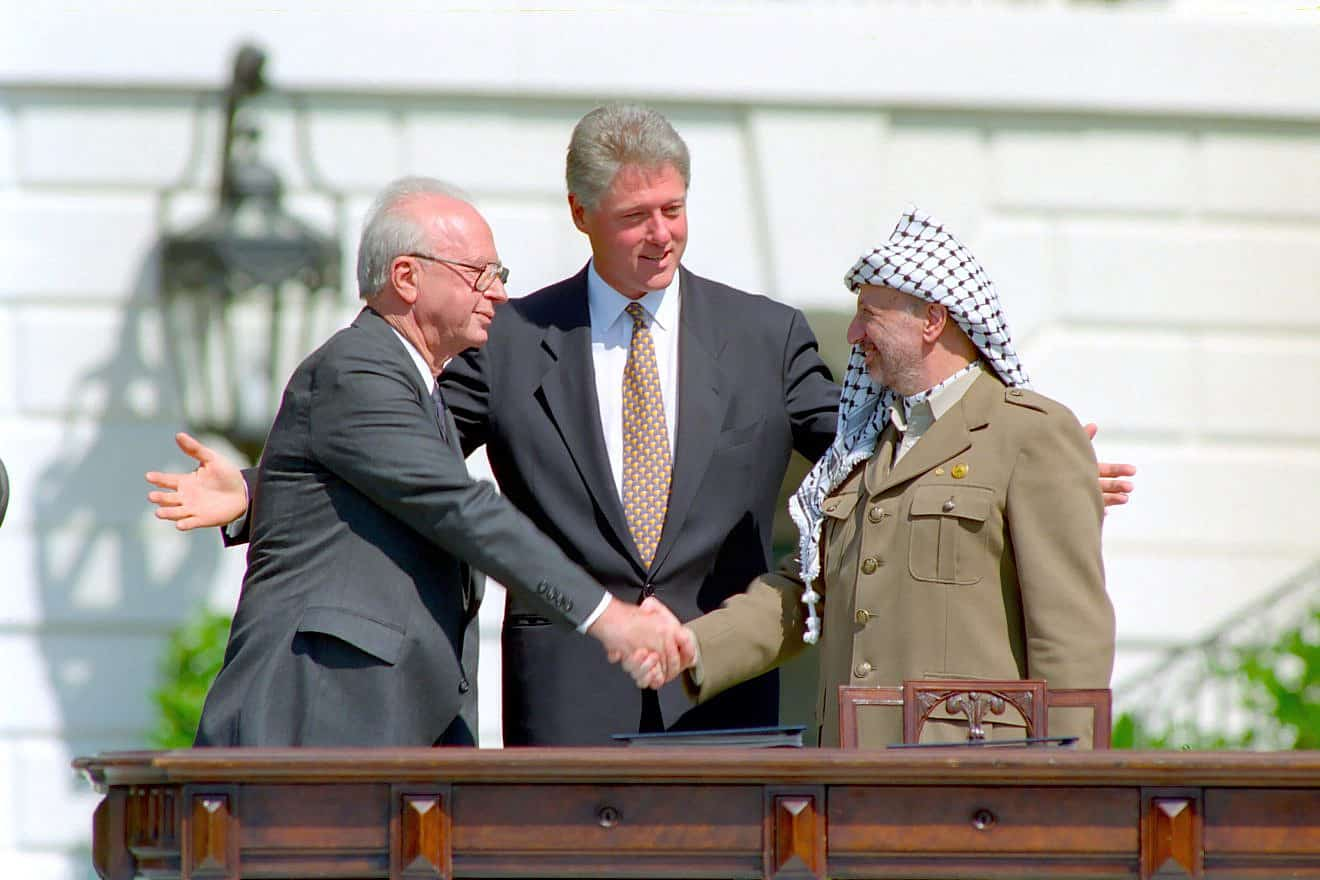
Šaron novou vládu vedenou Jicchakem Rabine (vlevo) kritizoval za uzavření mírových dohod z Osla. Zde je Rabin s Jásirem Arafatem (vpravo) a americkým prezidentem Bill Clinton a Jásir Arafat po podepsání těchto dohod, září 1993

Předčasné volby vyhrála přesvědčivě levicová Strana práce (nástupkyně aliance Ma'arach) v čele s Jicchakem Rabinem. Levicový blok však získal pouze těsnou většinu, i tak se ale Rabinovi podařilo sestavit první levicovou vládu po patnácti letech. Jedním z jeho prvních rozhodnutí bylo zastavení další výstavbu izraelských osad na okupovaných územích (netýkalo se však výstavby ve stávajících osadách). Nová vláda se aktivně zapojila do mírového procesu, který vyústil v podepsání mírových dohod z Osla. V Likudu mezitím zavládla krize. Šamir v březnu 1993 rezignoval na post předsedy strany, kde jej vystřídal Benjamin Netanjahu. Šaron původně zvažoval, že by se volby předsedy zúčastnil, ale s ohledem na Netanjahuův rychlý vzestup od této myšlenky ustoupil. Zůstal tak pouze řadovým opozičním poslancem a od roku 1992 byl rovněž členem parlamentní komise pro zahraniční vztahy a obranu, kde působil až do roku 2003. Volný čas trávil na rodinném ranči, kde mu jeho synové pomáhali s hospodářstvím. Kromě toho publikoval pravidelné komentáře v deníku Jedi'ot achronot, kde často kritizoval vládu. Vyjadřoval se například k probíhajícímu mírovému procesu a počátkem roku 1995 vládě vytýkal, že mírové smlouvy neřeší otázku palestinských uprchlíků. K tomuto mimo jiné napsal: „Představují vážnou politickou a bezpečnostní hrozbu, jakýsi Damoklův meč nad naší hlavou“. Z tohoto důvodu (a rovněž kvůli otázce sjednoceného Jeruzaléma) jako jeden z mála poslanců Likudu nepodpořil koncem roku 1994 ratifikaci mírové smlouvy s Jordánskem a hlasování se zdržel.
Podepsání dohod z Osla, přestože bylo významným krokem na cestě k míru, se ukázalo jako značně kontroverzní krok, který rozdělil jak izraelskou, tak palestinskou společnost, a tím zkomplikoval mírový proces. Mělo za následek řadu vzájemných vražedných útoků. Pravice pořádala bouřlivé protivládní demonstrace, na nichž vystupovali Netanjahu s Šaronem. Ten označil Arafata za vraha a válečného zločince a dodal: „Lituji jen toho, že mi nedovolili zničit ho ještě před tím, než v srpnu 1982 odjel z Bejrútu.“ Netajil se názorem, že by pravice měla po návratu k moci mírové dohody vypovědět. Kvůli tomu se však dostal do střetu s Netanjahuem, který jej označil za „manipulátora a intrikána“ a vyzval jej k odchodu ze strany. I když se Šaron vyjadřoval vůči Rabinovi tvrdě, snažil se na něj působit v otázkách týkajících se osad na Západním břehu Jordánu a práva armády podnikat zásahy v městech náležících pod palestinskou samosprávu. Polarizace společnosti vygradovala 4. listopadu 1995, kdy Rabina na promírové demonstraci v Tel Avivu zastřelil židovský extremista Jigal Amir. Zatímco od Netanjahua nepřijala Rabinova vdova Lea během státního pohřbu ani vyjádření soustrasti, Šaron se směl zúčastnit bdění u mrtvého v jeho domě před pohřbem, známého hebrejsky jako šmira (שמירה‎). V deníku Jedi'ot achronot publikoval nekrolog, v němž mimo jiné napsal:
| „ | Vražda Jicchaka Rabina je hanebný čin. Jicchak Rabin byl mým politickým protivníkem, ale současně to byl můj přítel. O mnoha věcech jsme se přeli, byl to však ministerský předseda všech Izraelců. Pamatuji si ho, jak za války, tak v období příměří. Mnohému, čemu dnes věřím, mě naučil on. | “ |

Po Rabinově smrti se premiérem stal Šimon Peres, který vyvolal předčasné volby, aby své vládě zajistil mandát v pokračování mírového procesu. Vůbec poprvé se také měla konat přímá volba premiéra. Navzdory radám se rozhodl pro nejzazší možný termín, konec května 1996, jelikož se chtěl věnovat mírovým jednáním se Sýrií a nechtěl, aby za volební úspěch „vděčil emocionálnímu šoku po Rabinově smrti“. Do té doby však došlo ke zhoršení bezpečnostní situace v podobě palestinských sebevražedných útoků a ostřelování severního Izraele ze strany libanonského Hizballáhu. Jelikož nechtěl mít pověst měkkého politika, nařídil odvetnou leteckou operaci Hrozny hněvu, při níž však nešťastnou náhodou zahynulo větší množství civilistů, což jeho popularitě neprospělo.

### Ministr Netanjahuovy vlády a předseda Likudu
V umírněném křídle Likudu se po Rabinově vraždě začaly objevovat pochybnosti vůči Netanjahuovi a názor, že by jej v čele strany mohl vystřídat Dan Meridor. Přes veškeré osobní výhrady a skutečnost, že jej předseda strany často napadal, se Šaron z pragmatických důvodů rozhodl podpořit Netanjahua. Zároveň se mu podařilo přemluvit ke spolupráci Rafa'ela Ejtana a Davida Levyho, s jejichž stranami Comet a Gešer utvořil Likud volební alianci. Aby své straně zajistil vítězství, přesvědčoval Šaron náboženské kruhy, že pouze pravicová vláda zajistí izraelskou přítomnost na svatých místech judaismu na Západním břehu Jordánu. Ačkoliv v parlamentních volbách Strana práce porazila alianci Likud-Gešer-Comet o dva mandáty, v přímé volbě premiéra těsně zvítězil Netanjahu, když Perese porazil rozdílem jednoho procentního bodu.
Kromě své vítězné aliance přizval Netanjahu do koaliční vlády strany Sjednocený judaismus Tóry, Jisra'el ba-alija, Šas, Národní náboženskou stranu a Třetí cestu. Šaron doufal v post ministra financí, avšak od premiéra se dočkal pouze nabídky svého někdejšího resortu bydlení a výstavby, kterou odmítl, a vláda tak byla jmenována bez něj. O to více ho rozladilo, že resort financí získal Meridor, který měl před volbami ambice Netanjahua nahradit v čele strany. David Levy, jehož Šaron přemluvil k účasti ve volební alianci, tehdy dodržel slib, který si v předvolební kampani dali: nepůjdou do vlády, kde by jeden z nich nebyl. Netanjahu nakonec pod hrozbou Levyho demise Šaronovi svěřil nový post ministra národní infrastruktury a jmenoval jej dalším členem své vlády. Během tří let fungování vlády se Šaron s premiérem střídavě sbližoval a rozcházel. Paralelně udržoval kontakty s představiteli levice Peresem a Ehudem Barakem. V rámci odsouvání Levyho coby ministra zahraničních věcí, pověřil premiér Šarona (aniž by o tom Levy věděl), aby se sešel s druhým nejvýše postaveným představitelem OOP Mahmúdem Abbásem. Ke schůzce došlo v červnu 1997 na Šaronově farmě a proběhla v srdečné atmosféře. V září téhož roku dostal Šaron za úkol vyjednat propuštění agentů Mosadu, kteří byli v Jordánsku uvězněni po pokusu o atentát na předního představitele Hamásu Chálida Mašála. Z Netanjahuovy vlády postupně odešlo z různých důvodů několik ministrů, mezi nimiž byl v lednu 1998 i ministr zahraničních věcí Levy. Jeho resort si premiér nejprve ponechal, nakonec však v říjnu téhož roku ministrem zahraničních věcí jmenoval Šarona. Učinil tak dva týdny před důležitým mírovým jednáním u Wye River v americkém Marylandu, jelikož chtěl, aby to byl Šaron, kdo bude muset přijmout ústupky požadované Spojenými státy americkými.
Za výsledek jednání byli Šaron a celá vláda ostře kritizováni pravicí. Dohoda pak byla v parlamentu schválena pouze díky hlasům levicových stran. Netanjahuova vláda se nakonec rozpadla a on tak na květen 1999 vypsal předčasné parlamentní a premiérské volby. Do jejich konání se Šaron snažil využít své pozice v čele ministerstva zahraničních věcí k rozšíření mezinárodních kontaktů, a tak se například zúčastnil podpisu obchodní dohody s Jordánskem a cestou do Moskvy se pokusil zlepšit vztahy s Ruskem. Při ní způsobil na mezinárodní scéně kontroverzi, když vyjádřil výhrady k intervenci Severoatlantické aliance v Srbsku. Měsíc před volbami Šarona zasáhla rodinná tragédie, když lékaři jeho manželce Lily diagnostikovali těžkou formu karcinomu plic. Následnou namáhavou a intenzivní léčbu podstoupila v Izraeli a Spojených státech amerických.

### Předseda Likudu a vůdce opozice

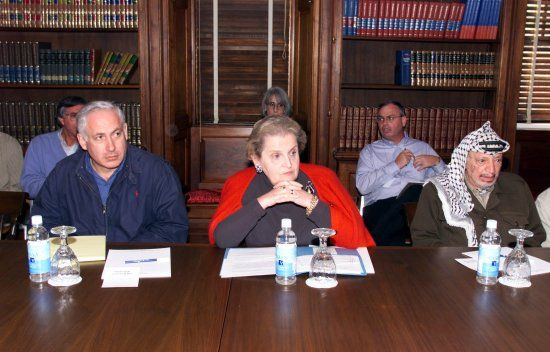
Pokračování v mírovém procesu Netanjahuovi (vlevo) uškodilo u jeho voličské základny. Zde je s Jásirem Arafatem (vpravo) a Madelaine Albrightovou během jednání u Wye River, 1998

V parlamentních i premiérských volbách utrpěl Netanjahu porážku. V přímé volbě premiéra se mu postavil předseda Strany práce Ehud Barak, který získal 56,08 % hlasů (proti 43,92 %), a v parlamentních volbách zaznamenal Likud nejhorší volební výsledek od svého vzniku v roce 1973 – pouhých 19 poslaneckých mandátů. Šlo o důsledek velkého rozptýlení hlasů (toho roku se do Knesetu dostalo 15 politických stran), a tak i vítězná Strana práce měla ve 120členném parlamentu pouze 26 mandátů. Netanjahu v reakci na volební výsledek oznámil odchod z vedení Likudu a do příštích parlamentních voleb navrhl do funkci dočasného předsedy Šarona.
Ten se následně pustil do konsolidace strany, do níž se snažil přivést zpět ty politiky, kteří z ní odešli kvůli Netanjahuovi. V září 1999 se v Likudu konala volba předsedy, v níž proti Šaronovi kandidoval jeruzalémský starosta Ehud Olmert a ministr financí Me'ir Šítrit. Výsledek voleb byl pro Šarona otázkou politického přežití. V kampani mu pomáhal syn Omri, který se po otcově boku naplno zapojil do politiky. Měl rovněž tým poradců, který mu pomáhali financovat jeho dávný známý Mešulam Riklis a jihoafrický miliardář Cyril Kern. Jelikož však izraelské zákony možnost financování politického života regulovaly, jeho syn Omri vymyslel, jak je obejít. Systém fiktivních plateb a finančních machinací se o sedm let později dostaly před soud. Omri vzal veškerou vinu na sebe a počátkem roku 2006 byl odsouzen k desetiměsíčnímu trestu odnětí svobody. Kvůli tehdejšímu Šaronovu stavu bylo pravomocné vykonání rozsudku odloženo. Samotný Šaron přímé žalobě unikl díky rozhodnutí Nejvyššího soudu.
Stranické volby Šaron s přehledem vyhrál se ziskem 53 % hlasů (Olmert jich získal 24 % a Šítrit 21 %). Z pozice vůdce opozice silně kritizoval Barakovu vládu. Ta prosadila definitivní stažení izraelské armády z jižního Libanonu, obnovila mírový proces s Palestinci a pokusila se o průlom při dosažení mírové dohody se Sýrií. V případě Sýrie byly klíčovou otázku Golanské výšiny, které Izrael obsadil v šestidenní válce v roce 1967. Šaron veřejnosti oznámil, že za předchozí Netanjahuovy vlády došlo k navázání tajných kontaků se syrským režimem prostřednictvím amerického filantropa Ronalda Laudera. Následně je však vláda přerušila, když zjistila, že Sýrie rezolutně trvá na jejich navrácení. Tato informace vyvolala ve vládní koalici rozruch a i veřejnost byla proti vydání Golanských výšin. Barak na závěr jednání se Sýrií na přelomu let 1999 a 2000 prohlásil, že je ochoten vrátit většinu této strategické plošiny výměnou za mírovou smlouvu. Šaron v reakci na to vyvolal hlasování o nedůvěře vládě. Ta jej sice ustála, část koaličních poslanců však hlasovala s opozicí.
V prosinci 1999 Šaronovu rodinu stihla další smutná zpráva, když jim shořel dům na rodinné farmě Chavat Šikmim. Šaronova manželka Lily nakonec své nemoci podlehla 25. března 2000 ve věku šedesáti tří let v nemocnici Tel ha-Šomer. Pohřbena byla na rodinné farmě Chavat Šikmim. Šaron při smutečním projevu mimo jiné řekl:
| „ | Lily, měli jsme to velké štěstí, že jsme žili po tvém boku. Život s tebou byl nádhernou směsí vzrušení a klidu. Díky za to, že jsi uměla vybudovat náš útulný domova držet v něm rodinu pohromadě. Ty, která jsi byla tak krásná uvnitř i zvenčí, zasluhuješ nádheru polí, která nás obklopují. I moji nejtvrdší protivníci si tě uměli vážit a oceňovali tvou bezvýhradnou podporu, kterou jsi mi poskytovala. Až dosud jsem nikdy nedělal nic bez tebe. Ode dneška bude bez tebe všechno. | “ |

V červenci 2000 se Barak s Arafatem zúčastnili mírového summitu v Camp Davidu, kde se pokusili dojednat konečný status v rámci izraelsko-palestinského konfliktu. Jednání však selhala pro neúspěch dohodnout se v otázce Jeruzaléma a palestinských uprchlíků. Hlavní příčinou jejich nezdaru přitom byla Arafatova neústupnost. Tento výsledek vedl ke zhoršení vzájemných vztahů a na domácí scéně se Barakovi rozpadala vláda. Obrátil se proto na Šarona s návrhem vytvoření vlády národní jednoty, ale Šaron jeho návrh odmítl.
Koncem září 2000 Šaron učinil politické gesto, které mělo dalekosáhlé důsledky. Dne 28. září, den před svátkem Roš ha-šana, uskutečnil v ranních hodinách pouť na Chrámovou horu v Jeruzalémě za doprovodu syna Gilada, šesti poslanců Likudu a několika set policistů. Před přítomnými novináři následně prohlásil: „Přináším mírové poselství a jsem přesvědčen, že mírové soužití Židů s Araby je ještě možné.“. O svém záměru dopředu informoval premiéra i bezpečnostní složky, přičemž nikdo z nich neměl námitky. Jeho přítomnost na Chrámové hoře, kterou muslimové pokládají za třetí nejposvátnější místo islámu, vyvolala následující den mezi palestinskými Araby vlnu nepokojů a násilností, které přerostly ve druhou intifádu, někdy též nazývanou intifáda al-Aksá (podle mešitě al-Aksá na Chrámové hoře). Impulsem k intifádě však byl paradoxně odchod izraelské armády z Libanonu počátkem roku 2000. Arafat se totiž cítil ponížen tím, že zatímco Hizballáh dosáhl izraelského stažení útoky, on musí o úpravách hranic vyjednávat. Podle palestinského ministra Imáda Fálúdžího byla intifáda pečlivě naplánována po neúspěchu mírových rozhovorů v Camp Davidu v červenci 2000. Intifádou chtěl Arafat sobě i Palestincům vylepšit mezinárodní postavení, a proto využil výbuchu hněvu po Šaronově návštěvě Chrámové hory.
Mírové rozhovory se již obnovit nepodařilo, a tak s ohledem na nejasnou parlamentní většinu Barak koncem listopadu 2000 oznámil rozpuštění parlamentu a vypsání předčasných voleb z kraje roku 2001. Své rozhodnutí však vzápětí přehodnotil, parlament nerozpustil a 9. prosince rezignoval na svou funkci. To mělo za následek, že se místo souběžných parlamentních a premiérských voleb konala pouze přímá volba premiéra. Jeho záměrem bylo vyřadit Netanjahua z voleb, jelikož dle platných zákonů se přímé volby mohl zúčastnit pouze stávající poslanec. Tuto podmínku sice následně poslanci zrušili, Netanjahu však oznámil, že se stávajícím parlamentem se volby účastnit nebude.

### Ministerský předseda

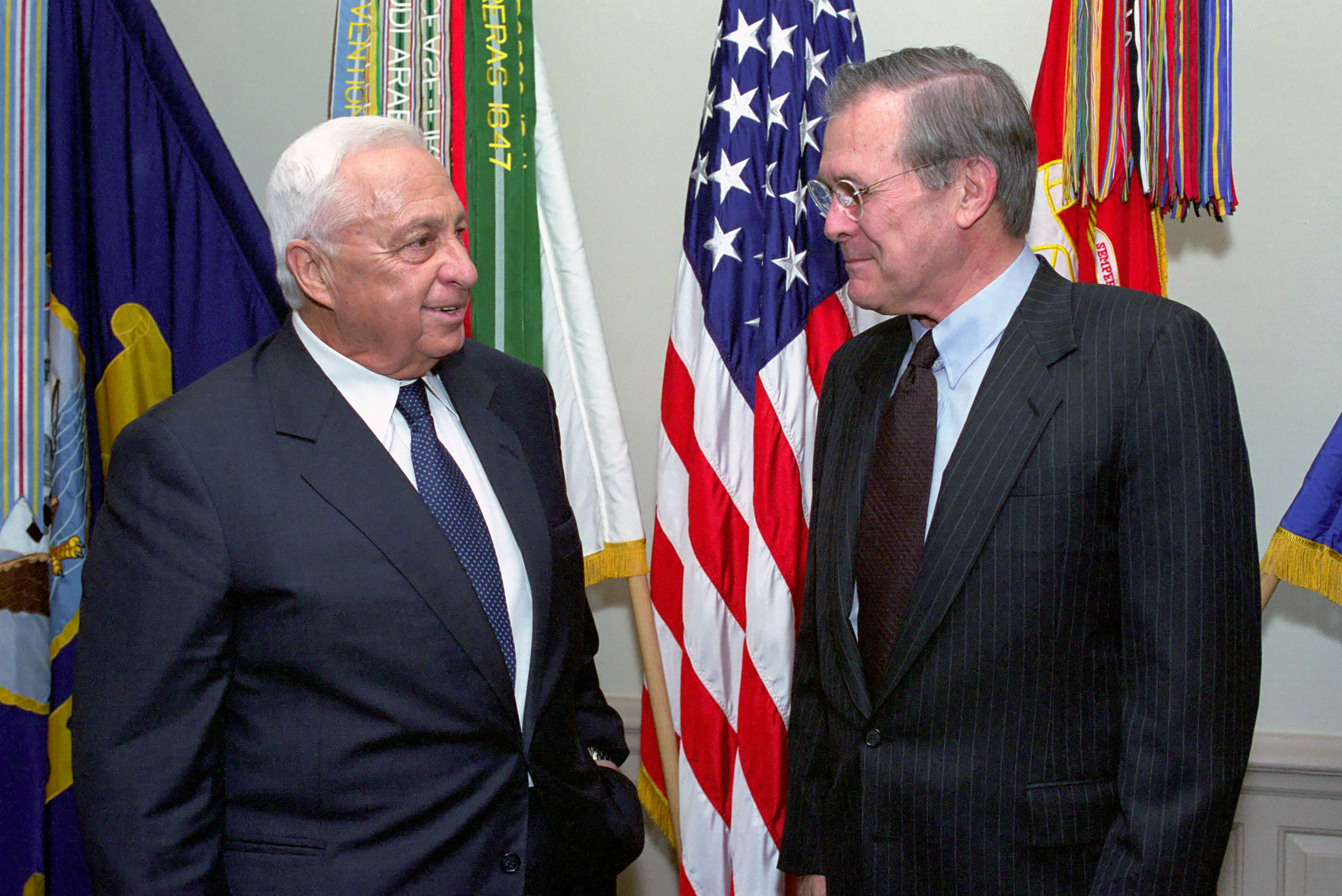
Šaron (vlevo) během setkání s americkým ministrem obrany Donaldem Rumsfeldem v Pentagonu, březen 2001

Předvolební kampani dominovala stále se zhoršující bezpečností situace. Mezi říjnem 2000 a lednem 2001 zahynulo při palestinských teroristických útocích 41 Izraelců a při následných zásazích armády zahynulo 322 palestinských Arabů. Jeho hlavním heslem proto bylo: „Jen Šaron může zajistit mír!“. Ve volbách, které proběhly 6. února 2001 Šaron zvítězil přesvědčivě ziskem 62,5 % hlasů (Barak jich obdržel 37,5 %). Následující den symbolicky navštívil Zeď nářků ve Starém Městě a poté odjel složit přísahu do Knesetu. Ještě předtím, než sestavil novou vládu, navázal kontakt s Arafatem, a již koncem měsíce existovala dohoda, která měla ukončit intifádu, kterou měli představit na společném jednání počátkem března na hraničním přechodu Erez. Arafat ji však na poslední chvíli odmítl s ohledem na blížící se konferenci Ligy arabských států, kde očekával podporu ozbrojenému boji od ostatních zemí. Napříště již Šaron reagoval na nepokoje silou a vojenskými prostředky.
Jelikož volbou premiéra nedošlo ke změně rozložení sil v parlamentu, byl Šaron nucen vytvořit vládu národní jednoty. Ta kromě Likudu zahrnovala levicovou alianci Jeden Izrael (Strana práce, Mejmad, Gešer) a strany Šas, Národní jednota-Jisra'el bejtenu, Stranu středu, Jisra'el ba-alija, Sjednocený judaismus Tóry a Derech chadaša. Vláda měla zpočátku 26 ministrů a 15 náměstků ministrů, a v té době šlo o největší vládu v dějinách Izraele. V průběhu volebního období počet ministrů ještě vzrostl až na 29. Jejím dalším prvenstvím bylo, že v ní usedl první arabský ministr v dějinách Izraele – Sálih Taríf. Klíčové resorty zahraničních věcí a obrany přenechal Straně práce (první zmíněný zastával Peres, druhý pak Benjamin Ben Eliezer). Prioritou nové vlády bylo obnovení bezpečnosti. Palestinské útoky se již neomezovaly pouze na Západní břeh Jordánu a Pásmo Gazy, ale docházelo k nim i v Izraeli. K největšímu sebevražednému útoku od Šaronova zvolení došlo 1 června 2001 na diskotéce Delfinárium v centru Tel Avivu, kde zahynulo 21 lidí a dalších 120 bylo zraněno. V tentýž měsíc dorazila do Izraele mise vyslaná novou vládou George W. Bushe, vedená ředitelem CIA Georgem Tenetem, jejímž úkolem bylo definovat podmínky zastavení intifády. Ve vztahu k probíhajícímu konfliktu došlo ve Spojených státech amerických ke změně postoje po teroristických útocích z 11. září. Americká administrativa tehdy chtěla do své aliance proti Usámovi Bin Ládinovi získat co nejvíce arabských vůdců, a proto na Šarona naléhala, aby bez jakýchkoli podmínek obnovil jednání s palestinskou samosprávou. To Šaron rezolutně odmítl a západní státy v říjnu téhož roku vyzval, aby neopakovaly chybu Mnichovské dohody. K zásadnímu americkému obratu ve vztahu k Arafatovi došlo ten samý měsíc v souvislosti s vraždou ministra Šaronovy vlády Rechav'ama Ze'eviho, provedenou palestinským komandem, a definitivně jej Bushova administrativa odepsala v lednu 2002, když izraelské námořnictvo zadrželo nákladní loď pašující na padesát tun zbraní palestinské samosprávě. V roce 2002 si intifáda vyžádala vůbec největší počet izraelských obětí. Pouze v březnu se jednalo o více než dvě stě osob (nejvražednějším útokem byl Pesachový masakr v Netanji).
Strana práce nakonec Šaronovu vládu opustila v říjnu 2002 kvůli sporům o státní rozpočet a financování izraelských osad. Šaron následně na leden 2003 vyvolal předčasné parlamentní volby. Ve volbách dosáhl Likud přesvědčivého vítězství se ziskem 38 mandátů.

## Mozková mrtvice, její následky a smrt

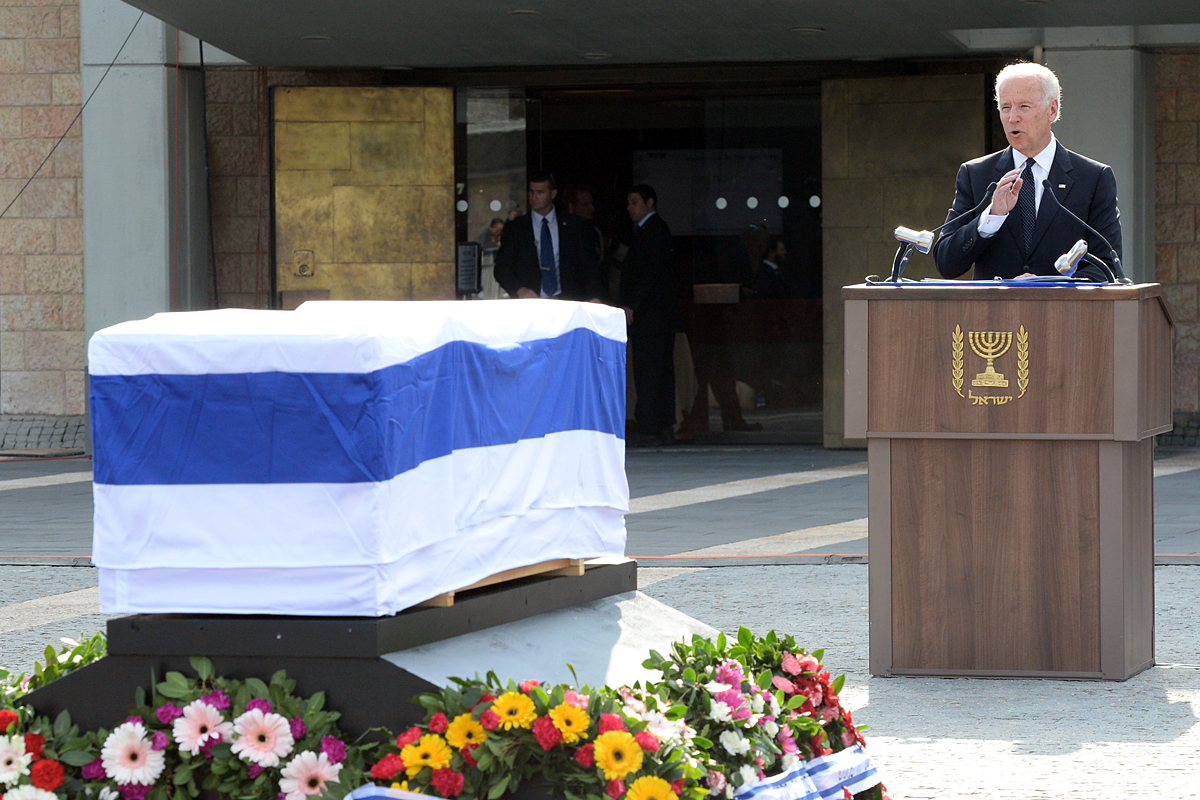
Americký viceprezident Biden během smutečního projevu nad Šaronovou rakví na nádvoří Knesetu, 12. ledna 2014

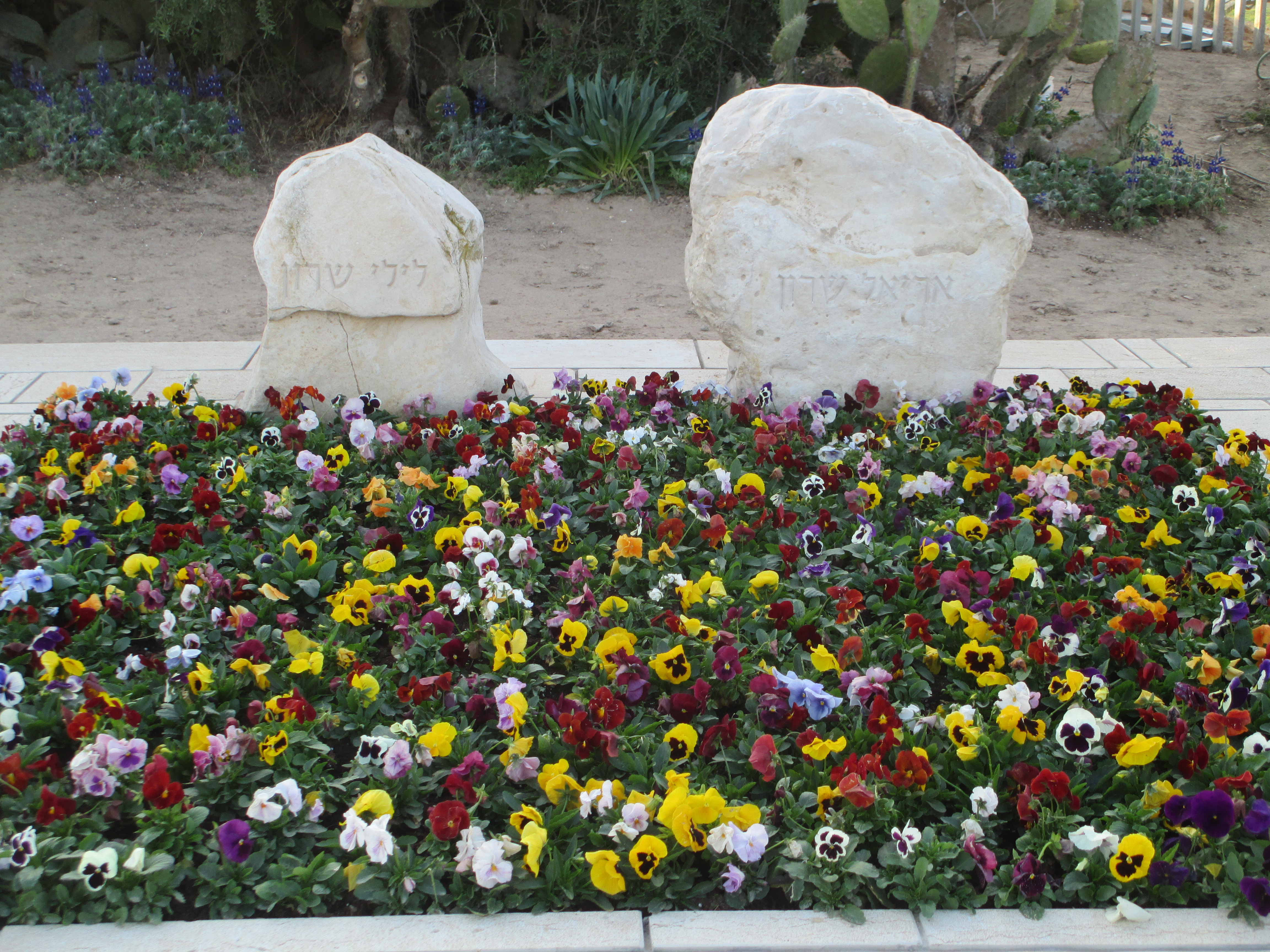
Hrob Ariela a Lily Šaronových na rodinném ranči Chavat Šikmim v Negevské poušti

Dne 18. prosince 2005 začal mít při jízdě autem závratě, a řidič jej proto odvezl do nemocnice Hadasa v Jeruzalémě. Ukázalo se, že jej postihla lehká ischemická cévní mozková příhoda a byl dva dny hospitalizován. Během vyšetření u něj lékaři objevili vrozenou srdeční vadu, známou jako defekt síňového septa, v podobě malého otvoru v přepážce (septu) mezi levou a pravou srdeční síní. Nasadili mu léky proti srážení krve, předepsali klid na lůžku a na 5. ledna 2006 naplánovali chirugický zákrok spočívající v zavedení katetrizačního uzávěru. Místo doporučeného klidu vrátil do práce a 4. ledna 2006, den před plánovaným zákrokem, utrpěl na rodinné farmě další, tentokráte těžkou hemoragickou cévní mozkovou příhodu, která vedla ke krvácení do mozku. Po příjezdu rychlé záchranné služby trval Šaronův osobní lékař na tom, aby byl namísto nejbližší nemocnice převezen do nemocnice Hadasa na předměstí Jeruzaléma. Cesta přitom trvala téměř hodinu. V nemocnici se podrobil několika složitým operacím, ale již nikdy nenabyl vědomí a zůstal v kómatu. Funkce úřadujícího premiéra se ujal Ehud Olmert, který rovněž místo Šarona vedl stranu Kadima do březnových parlamentních voleb. Sto dnů po Šaronově mozkové příhodě byl prohlášen za trvale neschopného vykonávat funkci předsedy vlády.
Čtyři měsíce poté, co po mozkové příhodě upadl do kómatu, byl převezen do zařízení pro dlouhodobě nemocné ve městě Ramat Gan na předměstí Tel Avivu. Lékaři od počátku přiznávali, že je téměř nemožné, aby se Šaron z kómatu probral, přestože přístroje zaznamenaly při občasném měření zvýšenou mozkovou aktivitu. V lednu 2013 se v médiích objevily zprávy, že začal vykazovat určitý stupeň vědomí.
V lednu 2014 se jeho zdravotní stav prudce zhoršil a lékaři u něho zaznamenali selhání ledvin. Zemřel 11. ledna 2014 ve 14 hodin místního času, po osmi letech v perzistentním vegetativním stavu, ve věku 85 let v nemocnici Tel ha-Šomer ve městě Ramat Gan. Smrt tohoto kontroverzního politika vyvolala u části palestinského obyvatelstva a u některých ortodoxních Židů radost.
V neděli 12. ledna, den po jeho smrti, byla rakev s Šaronovými ostatky převezena do Jeruzaléma na nádvoří Knesetu, kam se s ním přišly rozloučit tisíce lidí. Následující den se uskutečnil státní pohřeb, kterého se zúčastnila řada zahraničních hostů, mimo jiné americký viceprezident Joe Biden, český premiér Jiří Rusnok, ruský ministr zahraničí Sergej Lavrov, jeho německý protějšek Frank-Walter Steinmeier, bývalý britský premiér Tony Blair a další. Kromě Bidena a Blaira pronesli smuteční projevy rovněž premiér Benjamin Netanjahu, prezident Šimon Peres, předseda Knesetu Juli-Joel Edelstein a členové rodiny. Peres ve svém projevu mimo jiné řekl: „Byl jsi ramenem, na němž spočinula bezpečnost Izraele. Příběh tvého života je svázán s příběhem této země, a Tvůj život byl oddán životu této země. (…) Arik byl muž země. Miloval její vůni, obdělával její kopce, sel a sklízel. Bránil tuto zemi jako lev a učil své děti jak používat kosu. Za svého života byl vojenskou legendou a pak obrátil svůj zrak ke dni, kdy Izrael spočine v bezpečí. Kdy se naše děti navrátí k naším hranicím a mír bude zdobit zemi zaslíbenou“. Vojenský konvoj následně rakev převezl na rodinný ranč Chavat Šikmim, kde byl Šaron pohřben vedle manželky Lily.
Někteří stoupenci ultraortodoxních židovských kruhů v Šaronově smrti spatřovali nadpřirozený zásah. Dne 19. července 2005, tedy necelý půl rok před tím, než upadl do kómatu, na něj totiž během nočního rituálu na hřbitově u izraelského města Roš Pina "uvalili středověkou kabalistickou kletbu pulsa dinura (v biblické aramejštině ohnivé důtky). Vzývali anděly zkázy, aby tehdejšího premiéra s nebývalou veřejnou podporou do jednoho roku zahubili." Z rituálu existuje filmový záznam. "Modlíme se za smrt muže, který přinesl katastrofu lidem Izraele... Ariel, syn Věry, z rodiny Scheinermannových, známý jako Arik Šaron… by měl zemřít hned teď nebo v nejbližší době," pronášejí na záznamu účastníci rituálu. Důvodem rituálu byl plán Ariela Šarona opustit osady v Pásmu Gazy.

## Památka

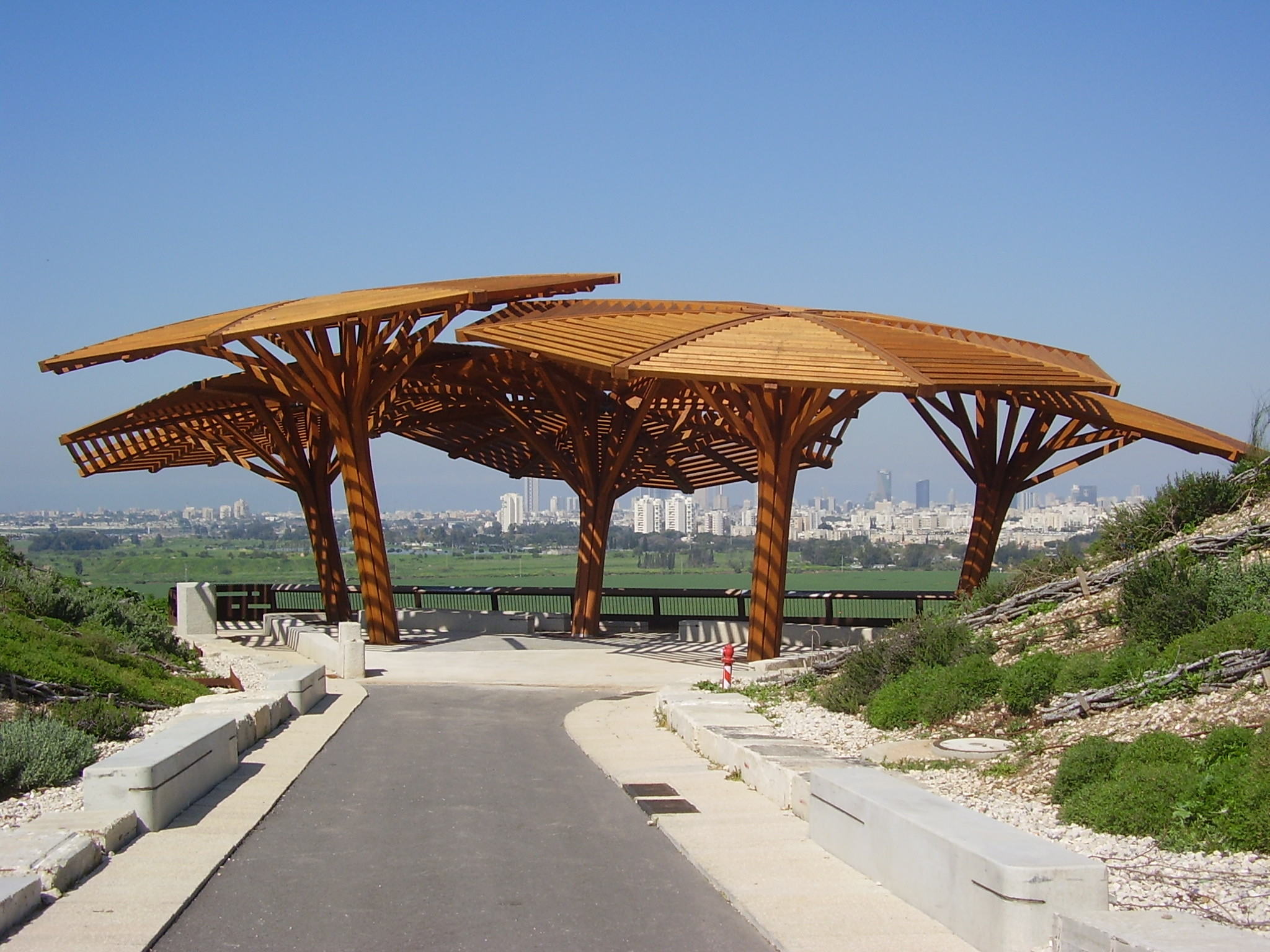
Pohled na Tel Aviv z vyhlídky v parku Ariela Šarona

Šaronovo jméno nese na jeho počest řada míst po celém Izraeli. Jde mimo jiné o ulice ve městech Or Jehuda a Chadera a park na okraji Tel Avivu. Tento budovaný park o rozloze 8,1 km2, jehož vznik Šaron podporoval, je revitalizací bývalé skládky Chirja, která byla v provozu v letech 1952 až 1998. Ke zpřístupnění prvních částí parku došlo v letech 2011 a 2014 a další budou následovat po etapách. Jeho součástí je 60metrový kopec, nabízející pohled na Tel Aviv a do vnitrozemí. Po dokončení budou v parku k dispozici cyklostezky, golfová a sportovní hřiště, jezero, piknikové oblasti a amfiteátr pro 50 tisíc lidí vhodný pro pořádání koncertů a vystoupení. Celkové náklady na revitalizaci a dokončení parku se odhadují na 250 milionů dolarů.
Jeho jméno ponese rovněž největší vojenské zařízení v zemi – výcvikový tábor Ariela Šarona, který se nachází v Negevské poušti nedaleko města Jerucham. Rozsáhlý komplex, který bude tvořit samostatné město, se rozkládá na ploše čtverečního kilometru. Přesune se do něj řada výcvikových táborů z celého Izraele a po dokončení zde bude zhruba 20 tisíc vojáků. Celkové náklady na projekt činí 50 miliard šekelů.
V roce 2005 byl Šaron v internetové soutěži 200 největších Izraelců deníku Ynet zvolen 8. největším Izraelcem všech dob. O tři roky později měl premiéru dokumentární film Šaron, který o něm natočil izraelský režisér Dror More.